# Ronaldo
Vous lisez un « bon article » labellisé en 2010.
Ne doit pas être confondu avec le footballeur portugais Cristiano Ronaldo.
Pour les articles homonymes, voir Ronaldo (homonymie).
Ronaldo Luis Nazário de Lima
Ronaldo Luís Nazário de Lima, dit Ronaldo, né le 22 septembre 1976 à Bento Ribeiro, un quartier de Rio de Janeiro, est un footballeur international brésilien, qui évoluait au poste d'avant-centre.
Il commence sa carrière professionnelle au Brésil, à Cruzeiro, avant de partir ensuite pour l'Europe et le PSV Eindhoven. Il y reste deux saisons avant de signer pour le FC Barcelone pour un séjour d'une saison. Ronaldo est ensuite recruté par l'Inter Milan lors d'un transfert record. Il reste cinq saisons en Serie A. Après la Coupe du monde 2002, il rejoint les « Galactiques » du Real Madrid pour 42 millions d'euros. Après cinq saisons avec le club madrilène, il rejoint le Milan AC. En 2009, il retourne dans son pays natal et il est transféré aux Corinthians, club dans lequel il joue ses derniers matchs. Il annonce sa retraite le 14 février 2011.
Surnommé Il Fenomeno en Italie et Ronaldinho au Brésil, Ronaldo a remporté de nombreux titres avec l'équipe nationale du Brésil. Il a gagné deux fois la Coupe du monde de la FIFA en 1994 et 2002 et échoué une fois en finale en 1998. Meilleur buteur lors de la Coupe du monde 2002 avec huit buts, il est le meilleur joueur de la finale durant laquelle il inscrit un doublé. Avec 15 réalisations, il est le second meilleur buteur en Coupe du monde derrière Miroslav Klose (16 buts). Avec 62 buts en 98 sélections, il est le troisième meilleur buteur de la Seleção derrière Pelé et Neymar. En club, malgré des passages dans quelques grands clubs européens, il n'a pas remporté la Ligue des champions à l'inverse de victoires en Coupe de l'UEFA ou en Coupe des coupes. Le titre de champion d'Espagne ainsi que la coupe des Pays-Bas s'ajoutent à son palmarès.
Nommé au FIFA 100 par Pelé et la FIFA, il a remporté deux fois le Ballon d'or France Football en 1997 et 2002. Élu meilleur footballeur de l'année FIFA en 1996, 1997, 2002 et Soulier d'or européen en 1997, Il Fenomeno est considéré comme l'un des meilleurs joueurs de l'histoire du football.
Propriétaire du club espagnol du Real Valladolid entre 2018 et 2025, il est également propriétaire entre 2021 et 2024 du club brésilien de Cruzeiro.

## Biographie

### Jeunesse
Ronaldo Luís Nazário de Lima voit le jour le 22 septembre 1976 à Bento Ribeiro, une banlieue pauvre mais paisible distante d'une trentaine de kilomètres du centre de Rio de Janeiro, . Bébé affichant 3,36 kg à la pesée , Ronaldo est nommé ainsi en hommage au médecin qui s'est chargé de sa naissance, et également en référence au nom de son parrain, un ami de la famille. Enfant calme et peu turbulent, il reçoit son premier ballon au Noël de l'année 1980 . Il ne le quitte presque jamais, le garde toujours aux pieds et dort même avec. C'est dans les rues de sa ville natale qu'il apprend à le maîtriser et rapidement de ne plus s'en séparer jusqu'à l'obsession ,. Il commence également à se passionner pour l'un des clubs locaux, Flamengo, où évolue le milieu offensif international Zico, l'idole de sa jeunesse, et assiste plusieurs fois à des matchs du club au Maracanã, le grand stade carioca , . Son père, Nélio Nazario de Lima, est l'aîné d'une famille de sept enfants et connaît une enfance difficile. Jeune, il découvre le monde du travail et est embauché adolescent à la Compagnie des téléphones de Rio . C'est à cette époque qu'il rencontre sa future épouse, Sônia Dos Santos Barata, alors jeune caissière dans un supermarché, . Le couple a deux enfants plus âgés que Ronaldo : Ione, une fille née quatre ans avant lui, et Nelinho, né dix-huit mois avant le troisième et dernier enfant de la famille . Le frère de Nélio, et donc oncle de Ronaldo, surnommé Pepico, est un footballeur, champion de Rio avec le club de Fluminense en 1964 .
Longtemps, Ronaldo est appelé « Dadado » par toute sa famille, un surnom donné par son frère aîné qui trouve son nom trop compliqué à prononcer . Ce n'est qu'à l'âge de seize ans, lorsqu'il commence à se faire un nom grâce au football, qu'il demande qu'on l'appelle par son vrai nom. Enfant, il subit les moqueries de ses amis qui l'affublent de surnoms en raison de sa denture imposante, ce qui a le don de l'énerver . Il n'est que peu intéressé par l'école et préfère largement jouer au football dans les rues, ce malgré les efforts financiers de ses parents pour l'inscrire dans des établissements scolaires réputés . Ainsi, vers ses 10 ans, il s'inscrit à l'association sportive du Valqueire Tennis Club, non loin de Bento Ribeiro, où il pratique le football en salle , . Cette variante du football, qui se caractérise par de petits espaces de jeu, lui permet de développer ses qualités techniques . Après avoir débuté comme gardien de but, il se retrouve au poste de pivot et marque de nombreux buts , . Lors d'un match contre Vasco de Gama, durant lequel il marque quatre buts, Ronaldo est repéré par un recruteur du club de futsal du Social Ramos qui l'enrôle malgré les réticences de sa mère, Sônia , . Alors engagé dans le championnat municipal, il inscrit 166 buts durant sa première saison dont onze lors d'un unique match, effaçant du coup tous les précédents records .
Il est grand pour son âge, bien que très maigre. En 1987, il assiste à la séparation de ses parents, mais il n'est que peu marqué car ils se quittent en bons termes, . Son père continue de suivre son évolution dans le monde du football, mais Sônia est obligée de reprendre une activité professionnelle dans une pizzeria, .

### Carrière de joueur

#### Carrière en club

##### Débuts au Brésil
Très tôt, Ronaldo se distingue dans les équipes de futsal de jeunes, ce qui n'échappe pas aux recruteurs de Flamengo qui l'invitent, avec 400 autres jeunes footballeurs, à une séance de détection vers ses 13 ans . Deux versions s'opposent pour expliquer la non-réussite de cet essai. La première, plus ancienne, veut que le joueur n'a simplement pas été retenu par l'encadrement du club . La seconde, plus récente, défend le fait que Ronaldo n'a pas pu payer le bus pour se rendre à une seconde phase de sélection , ,.
En vertu d'un accord avec le Social Ramos , Ronaldo rejoint à l'été 1990 l'équipe cadette de São Cristovão, un petit club de deuxième division du Campeonato Estadual de Rio . Quelques jours après avoir signé sa première licence de football, le joueur réalise un triplé lors de son premier match gagné 5-2 contre le Tomazinho FC, le 12 août 1990 , . Durant les trois saisons et soixante-treize rencontres disputées sous les couleurs du club carioca, Ronaldo marque quarante-quatre buts et attise l'intérêt de nombreux observateurs,  ; parmi lesquels l'ancien international Jairzinho, champion du monde en 1970 et nommé entraîneur de la section professionnelle de São Cristovão en 1991, qui des années après continue de revendiquer la découverte du jeune joueur. Malgré la participation de ce dernier aux négociations, c'est bien un duo d'investisseurs composé d'Alexandre Martins et de Reinaldo Pitta qui obtient le premier partenariat avec Ronaldo, et donc la précieuse paternité officielle de sa découverte, . Concrètement, contre 7 500 $ versé au São Cristovão pour régler ses dettes, les hommes d'affaires acquièrent l'exclusivité dans la négociation des futurs transferts du joueur et des droits d'image de l'attaquant . En octobre 1992, Ronaldo — représenté par son père puisqu'il n'est pas majeur — signe donc un contrat de dix ans avec le duo . Parallèlement, il continue à jouer au futsal avec le Social Ramos qu'il conduit au titre de champion de Rio et à la deuxième place du championnat national. De même, il est rapidement intégré à la formation junior de São Cristovão en raison de ses bonnes prestations . Bon en club, il se signale également avec la sélection nationale des moins de 17 ans en terminant meilleur buteur et meilleur joueur du Championnat d'Amérique du Sud en février 1993 . Ses nombreux buts valorisent la cote du joueur et les dirigeants de São Cristavão, négocient un transfert assez rapidement .
Dès la fin de l'année 1992, des contacts sont ainsi établis avec le Cruzeiro Esporte Clube, l'un des grands clubs du pays . Pour un montant de 25 000 $, Ronaldo est transféré début 1993 pour une durée de trente mois au sein de ce club de Belo Horizonte , . Il fait son apprentissage avec cette formation, alors entraînée par Carlos Alberto Silva. Dès sa première saison, il intègre le onze titulaire et il marque de nombreux buts. Contre Bahia, le jeune attaquant inscrit cinq des six buts de son équipe. Cette prestation précède de peu sa première sélection en équipe nationale . En juin 1993, le joueur remporte son premier trophée en club, la Coupe du Brésil. Son équipe ne réédite pas cette performance en championnat national puisque finalement quinzième . L'année suivante, les résultats sont meilleurs, du moins dans le championnat du Minas Gerais : Cruzeiro remporte le titre et Ronaldo termine meilleur buteur avec vingt-et-une réalisations. Finalement, en cinquante-huit matchs disputés sous les couleurs de Cruzeiro, il marque à cinquante-cinq reprises, soit une moyenne de 0,94 but par match . Dès la fin du championnat de l'État et avant même la Coupe du monde 1994 pour laquelle le jeune joueur est sélectionné, des clubs européens, notamment néerlandais, se renseignent auprès de la direction de Cruzeiro pour une éventuelle venue du joueur outre-Atlantique. Les négociations débutent durant le Mondial, le transfert est conclu durant l'été avec les émissaires du PSV Eindhoven. Ronaldo dispute son dernier match au Brésil le 7 août 1994 contre Botafogo .

##### L'éclosion d'un «phénomène»
En août 1994, Ronaldo, âgé de dix-sept ans, est transféré au PSV Eindhoven pour environ 6 millions de dollars , alors qu'il revient d'une Coupe du monde qu'il a vécue en simple spectateur. Le plus dur pour lui est de vaincre le mal du pays. Pour cela, il est aidé de sa fiancée Nadia, et d'un garçon qui ne le quitte plus, César, devenu son confident, son ami et homme à tout faire, . Il ne rencontre en revanche aucune difficulté à s'adapter au jeu. En effet, il marque trois buts dès les deux premières journées du championnat néerlandais . Au total, il inscrit trente réalisations en trente-trois matchs de championnat. Loin devant son dauphin, le Néerlandais Patrick Kluivert (dix-huit réalisations), il remporte aisément la couronne de meilleur buteur de l'exercice. Pour ses débuts en Coupe d'Europe en coupe UEFA, il réussit un triplé contre la formation allemande du Bayer Leverkusen, ce qui n'empêche pas l'élimination du PSV, défait 5 buts à 4 . En championnat, les joueurs d'Eindhoven terminent troisièmes.
Sa saison suivante est perturbée par un problème à l'articulation du genou gauche qui l'éloigne régulièrement des terrains . Le joueur ne joue finalement que treize matchs de championnat et le PSV obtient la deuxième place finale derrière l'Ajax Amsterdam. Il perd son titre de soulier d'or, malgré douze buts, au profit de son coéquipier, le Belge Luc Nilis. Disponible pour jouer la finale de la Coupe des Pays-Bas malgré une opération deux mois plus tôt, il ne marque pas. Il remporte cependant là son premier trophée sur le continent européen. En deux saisons et cinquante-sept rencontres avec le club néerlandais, il inscrit cinquante-cinq buts, soit une moyenne proche d'un but par match. Mais les problèmes physiques rejoignent les critiques émises à son encontre ; le joueur ne parvient pas, malgré ses buts, à faire l'unanimité tel Romário, ancien joueur brésilien du PSV. De même, des tensions apparaissent avec Dick Advocaat, le technicien du PSV, qui lui enjoint de partir à Barcelone lorsque le joueur déclare vouloir rejoindre l'Espagne .

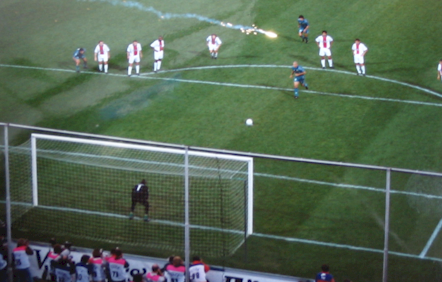
Sur penalty, Ronaldo inscrit l'unique but de la finale de la Coupe des coupes 1996-1997.

En juillet 1996, il signe avec le FC Barcelone un contrat de huit ans pour dix-huit millions d'euros, somme record en matière de transfert à cette époque,,,. Comme Maradona ou Romário, eux-mêmes anciens blaugranas, Ronaldo se distingue par sa technique et sa conduite de balle qui marquent nombre d'observateurs. Dès son premier match au Camp Nou en match aller de la Supercoupe d'Espagne lors du succès des Barcelonais 5 buts à 2, il réalise un doublé et une passe décisive, prestation saluée par l'apparition de mouchoirs blancs dans les tribunes, signe d'un grand match . Inscrivant en moyenne près d'un but par match toutes compétitions confondues, ses réalisations, dans un grand championnat dans un club exposé, sont très médiatisées, comme le but qu'il inscrit face à Compostelle . Après avoir intercepté le ballon dans le rond central, Ronaldo fait une course de trente-cinq mètres et, grâce à sa vitesse et quelques gestes techniques, marque un but après avoir éliminé quatre joueurs adverses ,. À la fin de la saison, il termine meilleur buteur du championnat avec trente-quatre buts, remporte la Coupe des coupes à Rotterdam aux dépens du Paris Saint-Germain. C'est d'ailleurs lui qui inscrit l'unique but de la rencontre sur un penalty peu avant la mi-temps. En décembre 1997, le bi-hebdomadaire France Football lui décerne le Ballon d'or récompensant le « meilleur joueur évoluant dans un championnat européen ». Il devance le Yougoslave Predrag Mijatović et le Français Zinédine Zidane. À 21 ans, il devient le plus jeune lauréat de l'histoire de ce trophée depuis sa création en 1956 mais aussi le premier joueur brésilien couronné depuis la mondialisation du trophée en 1995,. L'année précédente, déjà, une partie des journalistes spécialisés ont été séduits par le joueur qui a terminé au deuxième rang du classement, à trois points de l'Allemand Matthias Sammer. De la même façon, il est désigné deux années de suite meilleur joueur des années 1996 et 1997 par la FIFA. À chaque fois, il est élu à une très large majorité ,.

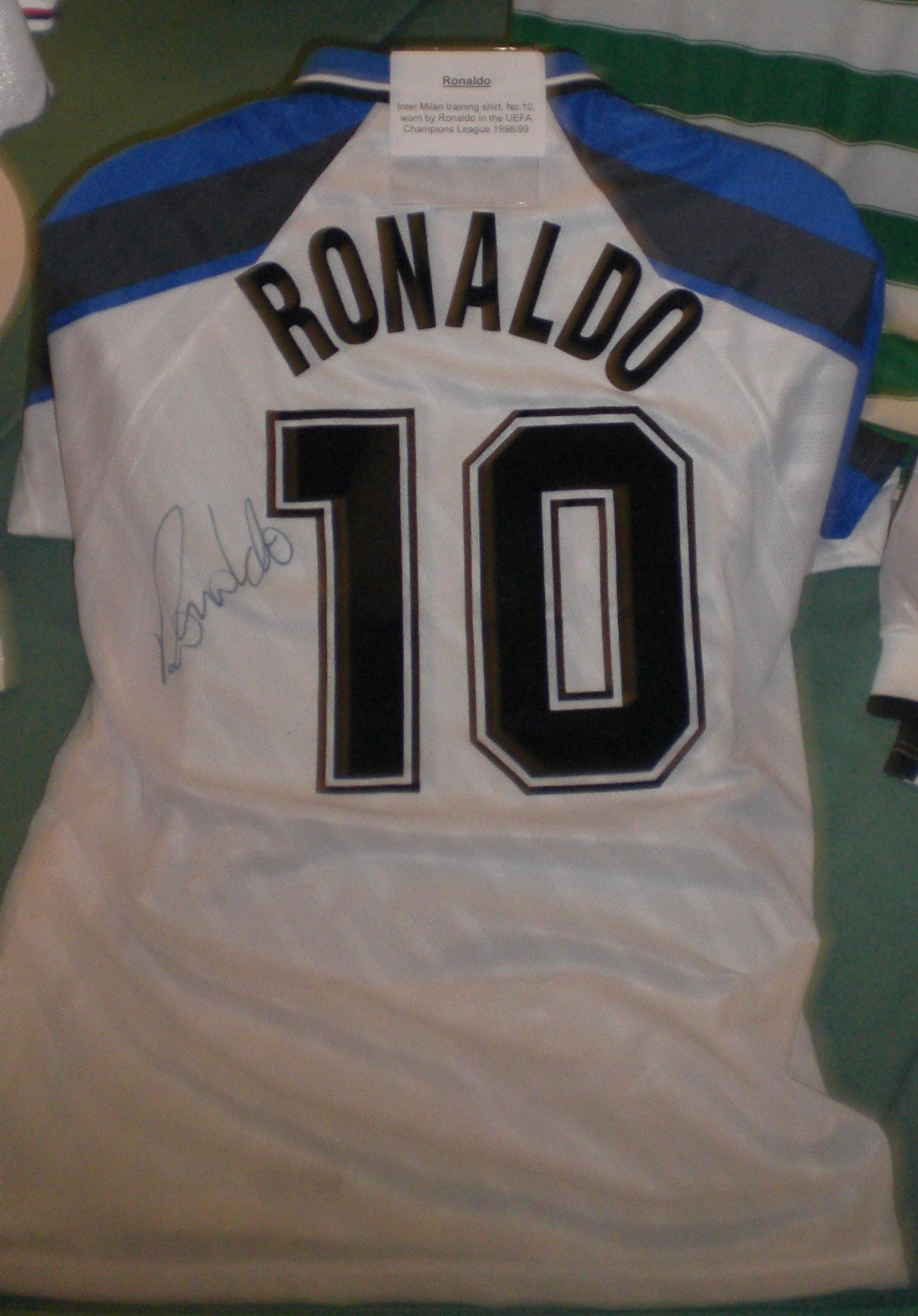
Maillot de l'Inter de Milan porté et dédicacé par Ronaldo.

Après avoir souhaité rester en Catalogne au moins une saison supplémentaire, Ronaldo quitte l'Espagne pour l'Italie douze mois seulement après son arrivée. Il déclare être déçu par les propositions faites par les dirigeants barcelonais, qu'il juge insuffisantes. L'Inter Milan le recrute pour une période de cinq années pour 30,5 millions d'euros, cette somme dépasse le montant fixé pour le prix minimum de libération du joueur dans son contrat avec Barcelone . Les plus sceptiques doutent de sa capacité à réussir dans un championnat d'Italie où les espaces sont plus rares et les défenseurs plus rigoureux qu'en Liga. Pourtant, il s'adapte dès sa première saison dans le Calcio . Il inscrit un total de vingt-cinq buts en championnat, terminant deuxième meilleur buteur à deux unités de l'Allemand Oliver Bierhoff. Il bat ainsi le record de buts pour une première saison en Serie A. Lors d'une rencontre de Coupe d'Italie face à Plaisance, au cours de laquelle il réussit un triplé, les journalistes italiens lui donnent le surnom de Fenomeno. Il contribue au succès nerazzurro en finale de la Coupe UEFA contre la Lazio de Rome, en marquant le dernier but de son club, vainqueur 3 buts à 0. Il remporte ainsi sa deuxième coupe d'Europe en deux ans avec deux formations différentes. En championnat, l'Inter est devancé par la Juventus, et se contente d'une deuxième place qualificative pour la Ligue des champions. La rencontre retour entre les deux clubs a lieu en fin de saison. Défaits 1 but à 0, les Milanais reprochent à l'arbitre de la rencontre ses décisions (penalty refusé pour une faute sur Ronaldo et but quelques secondes plus tard en faveur des Bianconeri). Le Brésilien acceptera mal cette défaite décisive pour l'attribution du scudetto . La deuxième place et son jeune âge (vingt-et-un ans) ne l'empêchent pas de briller, il apparaît alors comme l'un des meilleurs joueurs de la planète.

##### Blessures à répétition

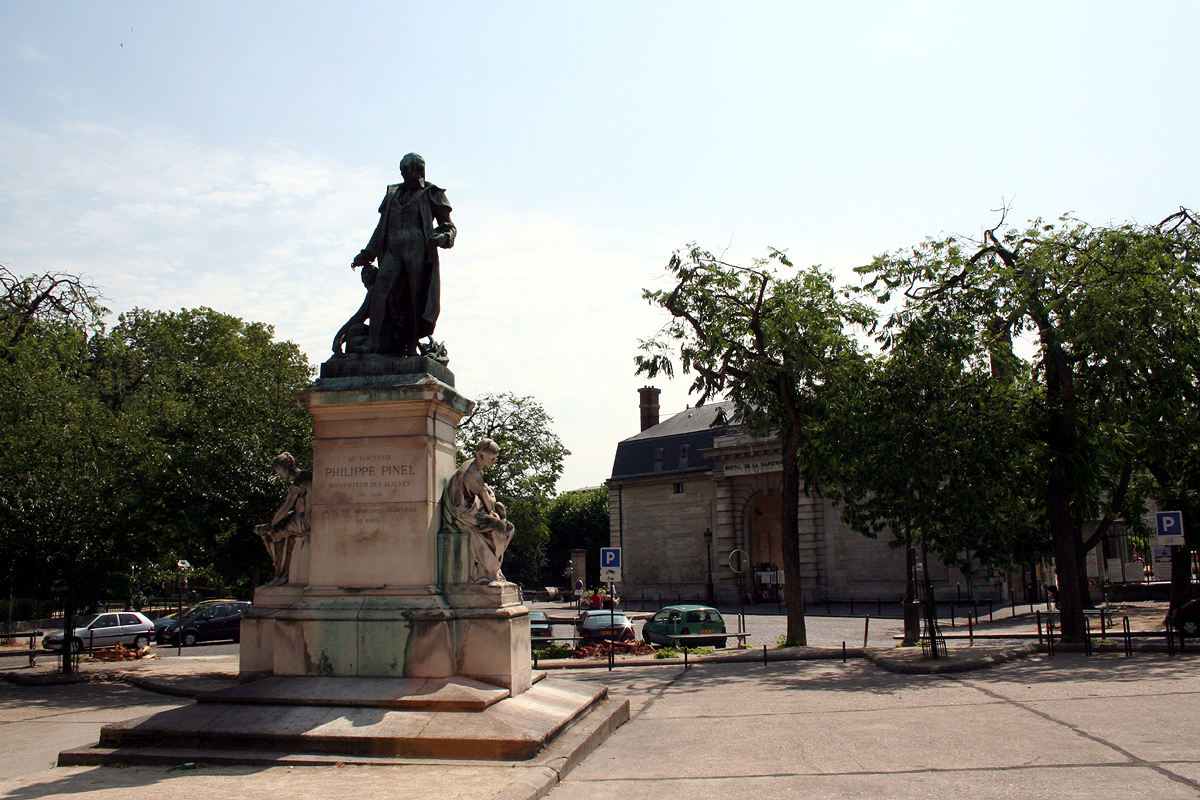
Par trois fois, Ronaldo sera opéré à l'hôpital de la Salpêtrière (1999-2000-2008).

Dans la foulée du Mondial 1998, Ronaldo connaît une série de blessures qui font douter certains de sa capacité à retrouver son meilleur niveau, . Ainsi, de juillet 1998 à avril 2002, il ne dispute qu'une cinquantaine de matches au total sur les deux cent cinquante qu'il aurait pu potentiellement jouer.
Il ne participe qu'à la moitié des matchs de l'Inter Milan lors de la saison 1998-1999, ce en raison d'une inflammation aux tendons rotuliens des deux genoux qui va longtemps le contrarier. Mais sa première grosse blessure intervient le 21 novembre 1999 lors du match face à Lecce, comptant pour la dixième journée de Serie A : en effectuant une feinte de passe, son pied droit se bloque dans le gazon. Le premier diagnostic évoque une grosse entorse du genou droit. L'échographie réalisée cinq jours plus tard révèle une rupture partielle du tendon rotulien de la jambe droite. Le 30 novembre, il est opéré par le professeur Saillant à l'Hôpital parisien de la Pitié-Salpêtrière. Son indisponibilité est alors estimée à cinq mois.

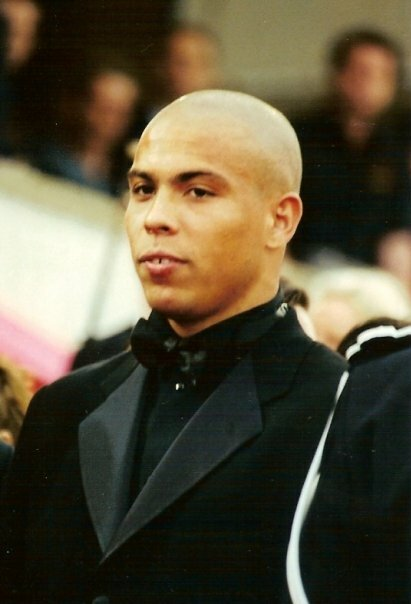
Ronaldo en 1999.

Il effectue son retour le 12 avril 2000 à l'occasion de la finale aller de la Coupe d'Italie opposant l'Inter à la Lazio Rome, à Rome. On joue la soixante-quatrième minute et, sur une accélération, Ronaldo, entré en jeu sept minutes plus tôt, s'effondre et se tient le genou droit. Il hurle de douleur au milieu de la pelouse et quitte le terrain en larmes. Dès le lendemain, il est de nouveau opéré par le professeur Saillant. Le chirurgien français annonce que le tendon rotulien du Brésilien a cette fois complètement cédé, et que l'attaquant de l'Inter ne pourra pas rejouer avant la fin de l'année 2000. Quelques semaines après son opération, le joueur se déclare confiant quant à son rétablissement et réagit aux inquiétudes sur la suite de carrière : « Je reviendrai, bien plus fort qu'avant. Je n'en ai aucun doute. » Dès juillet, il commence sa rééducation , cinq mois avant de reprendre l'entraînement balle au pied .
Pourtant, il ne joue pas un seul match de la saison 2000-2001 et fait son retour à la compétition le 20 septembre 2001 seulement, à Trieste, en participant à vingt minutes du match aller du premier tour de la Coupe de l'UEFA contre les Roumains du FC Braşov. Au match retour, sept jours plus tard, il joue quarante minutes mais, durant les arrêts de jeu, il est de nouveau victime d'une élongation de la cuisse droite . La malchance continue de le poursuivre. Contre Lecce en Serie A le 4 novembre de cette même année, il doit quitter ses partenaires dès la treizième minute de jeu, victime d'une contracture à la cuisse droite . Un mois et demi après, il souffre d'une nouvelle contracture, à la cuisse gauche cette fois-ci, à Plaisance. Entre-temps, le 9 décembre 2001 contre Brescia, il marque pour la première fois en match officiel après deux années de mutisme . Il n'effectue son retour qu'en mars 2002, pour une rencontre amicale disputée avec l'équipe nationale du Brésil.

##### Au sein des «Galactiques» au Real Madrid

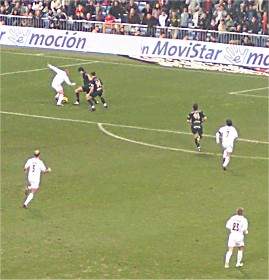
De gauche à droite : Zinédine Zidane (5), Ronaldo (9), Raúl (7) et David Beckham (23)

Après presque deux ans passés sans jouer à Milan, il rejoint le club espagnol du Real Madrid le 30 août 2002. Lors de la Coupe du monde 2002, le Brésilien brille à nouveau. Le président du Real Madrid, Florentino Pérez, s'intéresse alors à Ronaldo. Les conseillers du joueur entament une épreuve de force avec l'Inter Milan. Massimo Moratti, le président interiste, ne veut pas laisser partir le prodige à moins de cent millions d'euros. Finalement, les deux dirigeants s'entendent sur une somme de quarante-deux millions d'euros. Le Real Madrid applique là une stratégie de recrutement axée sur l'achat d'une « star » chaque année afin d'accroître les ventes de produits dérivés estampillés Real Madrid. Ronaldo signe après Luís Figo en 2000 et Zinédine Zidane en 2001,. Ronaldo hérite du maillot no 11, avant de prendre le no 9 à la suite du départ de Fernando Morientes en 2003.

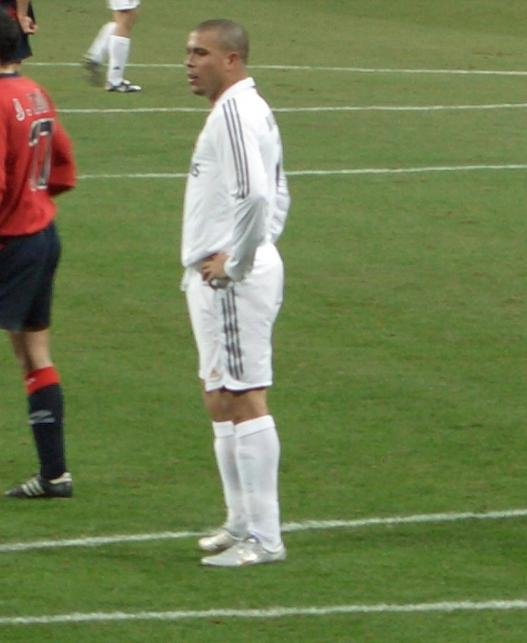
Ronaldo sous le maillot madrilène, le 21 décembre 2005.

Ses débuts sous le maillot merengue sont réussis puisqu'il marque seulement trente secondes après son entrée en jeu face à la formation du Deportivo Alavés, le 6 octobre 2002 . Sur un centre de son compatriote Roberto Carlos, il reprend de volée le ballon et trompe le gardien adverse. Il inscrit un second but quinze minutes après. Il est le meilleur buteur de son club pour sa première saison avec trente réalisations. Il inscrit vingt-trois buts en championnat, deuxième meilleur total derrière le Néerlandais du Deportivo La Corogne Roy Makaay. Dès cette première année à Madrid, le joueur remporte le titre national. En Ligue des champions, le Brésilien marque six fois, dont un triplé lors d'une défaite 4 à 3 contre Manchester United. Les Madrilènes sont éliminés en demi-finale contre la Juventus.
En décembre 2002, le Brésilien remporte un second Ballon d'or en devançant son coéquipier Roberto Carlos et le gardien de buts allemand du Bayern Munich Oliver Kahn. Il est également désigné joueur FIFA de l'année, pour la troisième fois de sa carrière après 1996 et 1997.
Ronaldo confirme les deux saisons suivantes et prolonge son contrat de deux ans. Sept ans après un premier titre sous le maillot du PSV, Ronaldo termine à nouveau meilleur buteur du championnat d'Espagne en 2004 avec un total de vingt-quatre réalisations,. Avec le Real Madrid, il marque plus de cent buts, toutes compétitions confondues.
En revanche, son club peine à gagner des trophées. Il perd le titre de champion d'Espagne en 2003-2004 et il se contente de la quatrième place finale. Les deux saisons suivantes, les Madrilènes terminent dauphins de Barcelone. En Ligue des champions, le club est éliminé en quart de finale en 2003-2004 par Monaco avant d'échouer en huitième de finale les deux années suivantes. Les saisons 2004-2005 et 2005-2006 sont plus mitigées. Si Ronaldo côtoie Raúl, Zinedine Zidane, David Beckham, Michael Owen puis Robinho, cette équipe ne remporte aucun titre. Les médias reprochent au Brésilien une surcharge pondérale. Après un début de saison 2006-2007 difficile qui voit Ronaldo relégué sur le banc voire dans les tribunes par l'entraîneur Fabio Capello, il décide de retourner en Italie au Milan AC au mercato d'hiver. Le Real Madrid remporte toutefois la Liga.

##### Le Milan AC, retour en Italie
Le nouvel entraîneur Fabio Capello titularise Ruud van Nistelrooy comme avant-centre à la place de Ronaldo. Ce dernier quitte alors le club madrilène pour rejoindre le Milan AC en janvier 2007, pour la somme de 7,5 millions d'euros, un transfert vécu comme une trahison au sein de son ancien club de l'Inter Milan. Il froisse un peu plus les supporters interistes en affirmant que jouer au Milan AC constituait son « rêve ». Pour sa première titularisation sous son nouveau maillot, l'avant-centre inscrit un doublé et délivre une passe décisive contre Sienne. Progressivement, il retrouve un bon niveau, et réussit sept buts dans la Calcio pour douze rencontres disputées. Cependant, les Milanais remportent la Ligue des champions sans lui. En effet, le joueur ne peut disputer cette compétition avec deux clubs différents durant la même édition ; et Ronaldo a entamé la saison européenne avec le Real Madrid. En championnat, Milan se contente d'une quatrième place finale.
Touché à une cuisse, Ronaldo est indisponible en début de saison 2007-2008, et n'effectue sa rentrée que le 25 novembre lors d'une victoire de Milan à Cagliari. Un temps annoncé à Flamengo lors du mercato d'hiver, le Brésilien reste finalement chez les Rossoneri, et inscrit un doublé le 13 janvier 2008 face à Naples. Il s'agit de ses deux premières réalisations de la saison. Mais toujours fragile, il ne participe pas à la vingtième journée de championnat, pour le déplacement du Milan AC à Genoa, en raison de problèmes musculaires.
Le 13 février face à Livourne, l'attaquant est de nouveau blessé. Trois minutes après son entrée en jeu, Ronaldo souffre du genou gauche. Le diagnostic révèle une rupture du tendon rotulien. Opéré dès le lendemain à l'Hôpital parisien de la Pitié-Salpêtrière par le professeur Saillant, son indisponibilité est alors estimée à neuf mois minimum. Pour beaucoup, cette nouvelle blessure annonce la fin de la carrière du joueur, alors âgé de trente-et-un ans. Cependant, durant sa convalescence, il réaffirme son envie de rejouer et confie toute sa volonté de retrouver un jour son niveau.

##### Scandales, surpoids et trahisons
Tandis qu'il se soigne, Ronaldo, en fin de contrat au Milan AC, se retrouve sans club pour la première fois de sa carrière en juillet 2008. Bien qu'absent des terrains, le Brésilien continue pourtant de faire parler de lui. Il apparaît également au cœur de scandales, se faisant surprendre entouré de travestis prostitués, et se montre souvent en boîte de nuit, notamment pour fêter son trente-deuxième anniversaire en compagnie de sa fiancée. Souvent moqué dans les médias pour son surpoids, il avouera souffrir d'hypothyroïdie depuis l'année 2007, lors de la conférence de presse annonçant sa retraite.
Les spéculations sur sa future destination vont bon train, la rumeur la plus persistante faisant de lui un futur joueur du Paris Saint-Germain ; une information jamais réellement démentie par le joueur ni les dirigeants du club de la capitale française. Une autre rumeur envoie le double champion du monde à Manchester City, un intérêt confirmé par le joueur en personne, le club du milliardaire émirati Suleïman al-Fahim, qui espère alors réaliser un deuxième gros coup sur le marché des transferts après la venue de Robinho. Il propose même au joueur un contrat de 9 millions d'euros sur une année, une offre finalement refusée par le joueur. La proposition la plus farfelue vient du président du club italien de Sienne, Giovanni Lombardi Stronati, qui propose de verser à Ronaldo 100 000 euros par but marqué,.
Tandis qu'il s'entraîne depuis plusieurs semaines avec le club brésilien de Flamengo, et que beaucoup le voient s'engager avec le club phare de la ville de Rio de Janeiro, Ronaldo signe finalement en janvier 2009 un contrat d'un an avec une option d'une année supplémentaire en faveur des Corinthians de São Paulo, un choix vécu comme une trahison par les supporters cariocas. Alors qu'il n'a pas retrouvé l'intégralité de ses moyens et n'a toujours pas joué le moindre match officiel sous ses nouvelles couleurs, Ronaldo faute encore à l'occasion de dérapages nocturnes. Le 26 février, pendant un jour de congé accordé lors d'une tournée à Presidente Prudente, les joueurs ont pour consigne de rentrer à leur hôtel avant 23 heures. Mais après une soirée passée en boîte de nuit, Ronaldo ne rentre qu'à 5 heures, en compagnie d'une femme. Mécontent que l'entrée à l'hôtel soit interdite à sa compagne d'un soir, il donne un violent coup de pied dans la vitre de la réception. L'affaire fait grand bruit et a de lourdes conséquences, puisque le directeur technique Antônio Carlos Zago, qui l'avait accompagné lors du tout début de cette soirée, se voit contraint de donner sa démission. Ronaldo, lui, paie une amende de 5 000 euros.

##### Les Corinthians, son dernier club

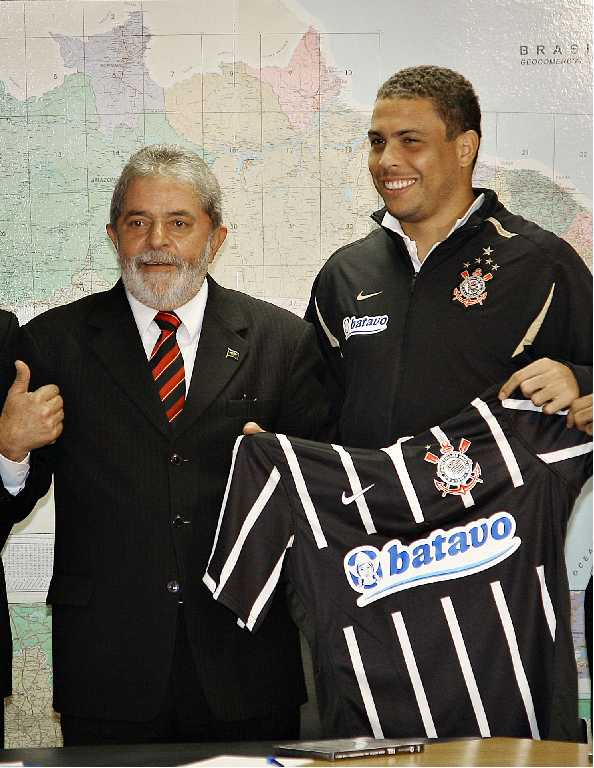
Ronaldo effectue son retour au Brésil en 2009 avec le club des Corinthians. Ici en compagnie du président Lula le 12 mai 2009.

Finalement, Ronaldo effectue son retour à la compétition le 4 mars 2009 en Coupe du Brésil sur le terrain d'Itumbiara. Il entre en jeu à la 67e minute en lieu et place de Jorge Henrique, mais ne marque pas,. C'est chose faite cinq jours plus tard face à Palmeiras lors d'un match du championnat pauliste, d'une tête réussie au deuxième poteau dans le temps additionnel de la rencontre, consécutive à un corner. Pour son troisième match officiel sous ses nouvelles couleurs, Ronaldo offre la victoire à ses coéquipiers face à São Caetano. Au retour des vestiaires, alors que le score est de un but partout, il marque et donne les trois points de la victoire à son équipe. Concédant quelques kilogrammes superflus, il affirme cependant sa volonté de disputer la Coupe du monde 2010 en Afrique du Sud. À ce sujet, le sélectionneur Dunga ne ferme aucune porte,.
Pour cette saison, Ronaldo s'est fixé pour objectif d'atteindre la barre de trente buts. Lors de la 16e journée du championnat de São Paulo, il réussit son premier doublé, mais cela ne suffit cependant pas à donner la victoire à son équipe, qui doit se contenter d'un résultat nul 2-2. Le 31 mars, il marque de nouveau contre Ituano, pour une victoire de son club 3 buts à 0. Sous son impulsion, les Corinthians se qualifient pour la finale de ce championnat. Au match aller contre Santos FC, il marque à deux reprises, dont un sur un lob de 30 mètres. Au retour, les Corinthians se contentent d'un résultat nul un but partout, suffisant pour décrocher le titre, le premier trophée pour Ronaldo depuis son retour dans son pays d'origine. De plus, il est élu par les journalistes meilleur joueur du championnat. Sur sa lancée, en pleine confiance, il réussit un nouveau doublé en huitième de finale de la Coupe du Brésil face à l'Atlético Paranaense, et qualifie son club pour la suite de la compétition.
Le 1er juillet 2009, Ronaldo remporte un deuxième trophée avec son nouveau club, en enlevant la Coupe du Brésil aux dépens de l'Internacional de Porto Alegre. Il marque notamment un but au cours de la finale aller. Début 2010, il annonce vouloir prendre sa retraite en 2011, ne souhaitant pas continuer au-delà des termes de son contrat. Cependant, conscient que son état physique n'est plus à la hauteur, il va au-devant de sa décision et prend sa retraite le 14 février 2011, à la suite d'une élimination précipitée des Corinthians survenue quelques jours plus tôt en Copa Libertadores.

#### Carrière internationale

##### Premiers pas de 1993 à 1997
Après avoir évolué dans les équipes nationales de jeunes, Ronaldo est pour la première fois convoqué en équipe nationale élite en novembre 1993, à l'occasion d'un voyage du Brésil en Allemagne pour disputer un match amical. À dix-sept ans et deux mois, ses performances avec Cruzeiro lui permettent d'être retenu dans le groupe, mais il n'entre pas en jeu à Cologne ; ses équipiers perdent 2 buts à 1 . Il fait ses débuts le 24 mars 1994 à Recife à l'occasion d'un match amical contre le voisin argentin. Il est remplaçant et entre en jeu à dix minutes de la fin. Sa précocité fait penser au « roi » Pelé ,. Lors de son deuxième match avec la Seleção, il inscrit son premier but, provoque un penalty et offre une passe décisive contre l'Islande battue 3 buts à 0 . Cette prestation convainc le sélectionneur national, Carlos Alberto Parreira, de l'intégrer à la liste de joueurs sélectionnés pour la Coupe du monde 1994 disputée aux États-Unis, .

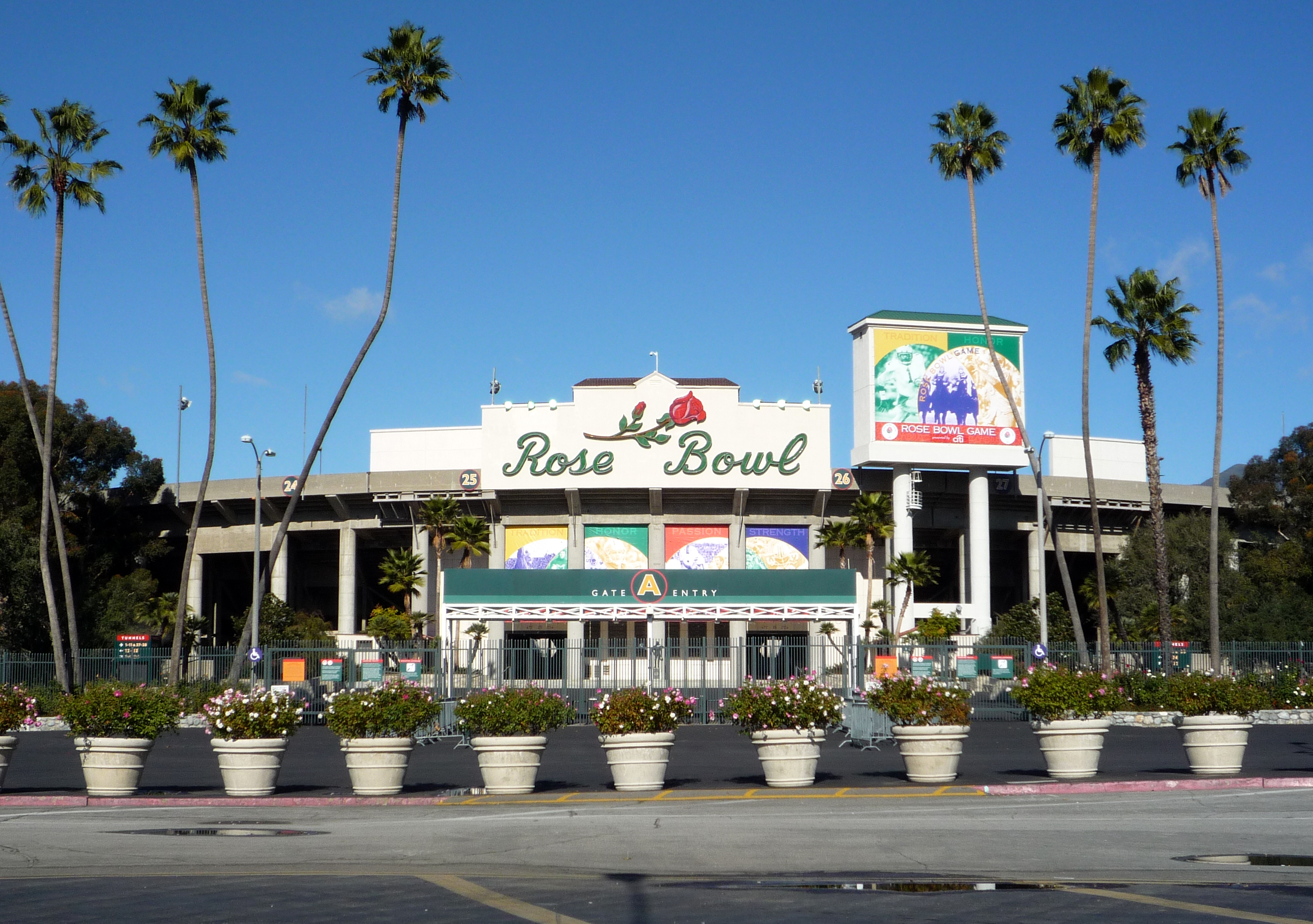
Au Rose Bowl de Pasadena en Californie, Ronaldo remporte sa première coupe du monde sans jouer une seule minute.

Les médias brésiliens cherchant un nouveau Pelé, Ronaldo est l'une des attractions de ce mondial américain, tandis que son nom suscite les convoitises de grands clubs européens et de grandes marques . Pourtant, il ne dispute pas une seule minute durant l'épreuve, pas même lors du troisième match de poule contre la Suède, sans enjeu . Sans lui, le duo Romário–Bebeto conduit la Seleção à une quatrième couronne. Il est donc sacré champion du monde à l'âge de dix-sept ans comme Pelé,, qui, contrairement à lui, a contribué au sacre en étant un titulaire à part entière.
Émigré en Europe au PSV Eindhoven après le Mondial, Ronaldo subit les critiques du successeur de Parreira, Mário Zagallo, qui lui reproche de ne pas marquer de buts en sélection . Lors de la Copa América 1995, ce dernier ne le titularise pas et le Brésil est battu en finale par l'Uruguay d'Enzo Francescoli . Lors des Jeux olympiques de 1996, la sélection nationale quitte le tournoi au stade des demi-finales contre l'équipe nigériane. Ronaldo joue cette fois à la pointe de l'attaque au côté de Bebeto, il décroche la médaille de bronze face au Portugal et termine troisième meilleur buteur de la compétition derrière l'Argentin Hernán Crespo et Bebeto. Il est appelé Ronaldinho lors de ces Jeux puisqu'un de ses équipiers défenseurs, plus aîné, porte déjà le nom de Ronaldo et en obtient la primeur. Six mois après, il remporte en Bolivie sa première Copa América. Après la phase de poule, le Brésil défait le Paraguay en quart de finale, écarte le Pérou en demi-finale et bat le pays hôte en finale sur le score de 3 buts à 1. Ronaldo donne l'avantage au Brésil à dix minutes de la fin de la rencontre, alors que le score est d'un but partout. Au total, il inscrit cinq buts et finit deuxième buteur de la compétition derrière le Mexicain Luis Hernández . L'année 1997 s'achève bien pour la Seleção. Conduite par le duo Ronaldo–Romário, elle gagne la Coupe des confédérations en dominant en finale l'Australie 6 buts à 0. Les deux attaquants réussissent chacun un triplé.

##### Maturité et première finale de Coupe du monde
Ballon d'or et Meilleur joueur FIFA 1997, Ronaldo est très attendu par le public et les médias brésiliens pour le Mondial 1998 . Grande favorite de la compétition , l'équipe du Brésil débute face à l'Écosse et s'impose 2 à 1. Il s'agit du premier match de Coupe du monde joué par Ronaldo qui reste muet. Il marque un but lors du deuxième match contre le Maroc à Nantes profitant d'une ouverture dans l'axe de Rivaldo pour frapper du droit au ras du poteau à l'entrée de la surface et battre le gardien.
Qualifié pour les huitièmes de finale, le Brésil joue l'équipe du Chili de Zamorano et Salas. Les Brésiliens remportent cette opposition, et Ronaldo inscrit deux nouveaux buts, sur un penalty et un tir du droit aux seize mètres. En quart de finale face au Danemark, il ne marque pas mais délivre deux passes décisives à Bebeto et Rivaldo, lors d'un match que la Seleção remporte 3 buts à 2. Il retrouve le chemin des filets en demi-finale contre les Pays-Bas en ouvrant la marque après 22 secondes en deuxième mi-temps, lorsqu'il récupère une longue ouverture de Rivaldo et résiste au retour de Philip Cocu pour tromper Edwin van der Sar. Les hommes de Mário Zagallo s'imposent finalement aux tirs au but et obtiennent leur ticket pour la grande finale face à l'équipe de France, pays hôte.
Une heure avant le coup d'envoi, c'est la stupeur. Une première feuille de match circule dans la tribune de presse, sur laquelle le nom de Ronaldo figure parmi les remplaçants, Edmundo prenant sa place aux côtés de Bebeto à la pointe de l'attaque . Une demi-heure plus tard, et alors que les journalistes présents en tribune s'interrogent sur cette absence, Ronaldo retrouve son poste de titulaire . Mais, à l'image de ses partenaires, il ne brille pas durant la rencontre . En première période, il n'est même jamais dangereux. Une seule fois, le joueur parvient à tromper la vigilance de la défense française, battue seulement deux fois depuis le début de la compétition. Posté au second poteau et libre et ses mouvements, il place un tir puissant stoppé par Fabien Barthez, le gardien français . Le Brésil s'incline finalement 3 buts à 0. Ronaldo achève la compétition avec un total respectable de quatre buts et termine premier passeur. C'est suffisant pour qu'il soit élu meilleur joueur du tournoi.
Ronaldo ne dispose pas de tous ses moyens pour disputer ce match. Handicapé depuis le début de la compétition par des douleurs aux genoux, dues à une tendinite rotulienne qui le gêne particulièrement quand la fatigue se fait sentir. Il souffre, en outre, de la cheville gauche après un coup reçu au match précédent . Le mystère s'épaissit un peu plus le lendemain de la finale, lorsque l'on découvre que le médecin du groupe brésilien Lidio Toledo révèle que Ronaldo a été victime d'une « dystonie neurovégétative » et d'une « convulsion de causes ignorées », des maux ayant nécessité la réalisation d'examens à la clinique parisienne des Lilas ,. Aucune lésion n'est détectée par les médecins français, et Ronaldo arrive au Stade de France moins d'une heure avant le coup d'envoi, ce qui explique le changement intervenu sur la feuille de match. Cet épisode engendre une série de déclarations contradictoires et une surmédiatisation les semaines suivantes, générant une polémique au sein même de la sélection nationale . Dans le cadre d'une plus large investigation sur les finances du football brésilien, deux enquêtes parlementaires sont même constituées en 2000 afin de faire la lumière sur ces événements ; on évoque alors des pressions exercées par l'équipementier Nike pour titulariser Ronaldo malgré son problème de santé ,, . Interrogé à ce sujet, le joueur nie avoir subi les injonctions de son équipementier et assure que seuls son souhait personnel de jouer et des examens médicaux rassurants ont convaincu l'encadrement de le titulariser.
Les événements de 1998 n'empêchent pas les Auriverde de remporter la Copa América 1999, l'année suivante au Paraguay. Ronaldo est un acteur principal de ce sacre, en marquant trois fois en phase de poule, face au Venezuela par deux fois, puis contre le Chili sur penalty. Il marque à nouveau en quart de finale puis en demi-finale respectivement aux dépens de l'Argentine et du Mexique. En finale face à l'Uruguay, c'est lui qui clôt le score au retour des vestiaires, pour une victoire brésilienne 3 buts à 0.

##### Coupe du monde 2002: décisif et sacré

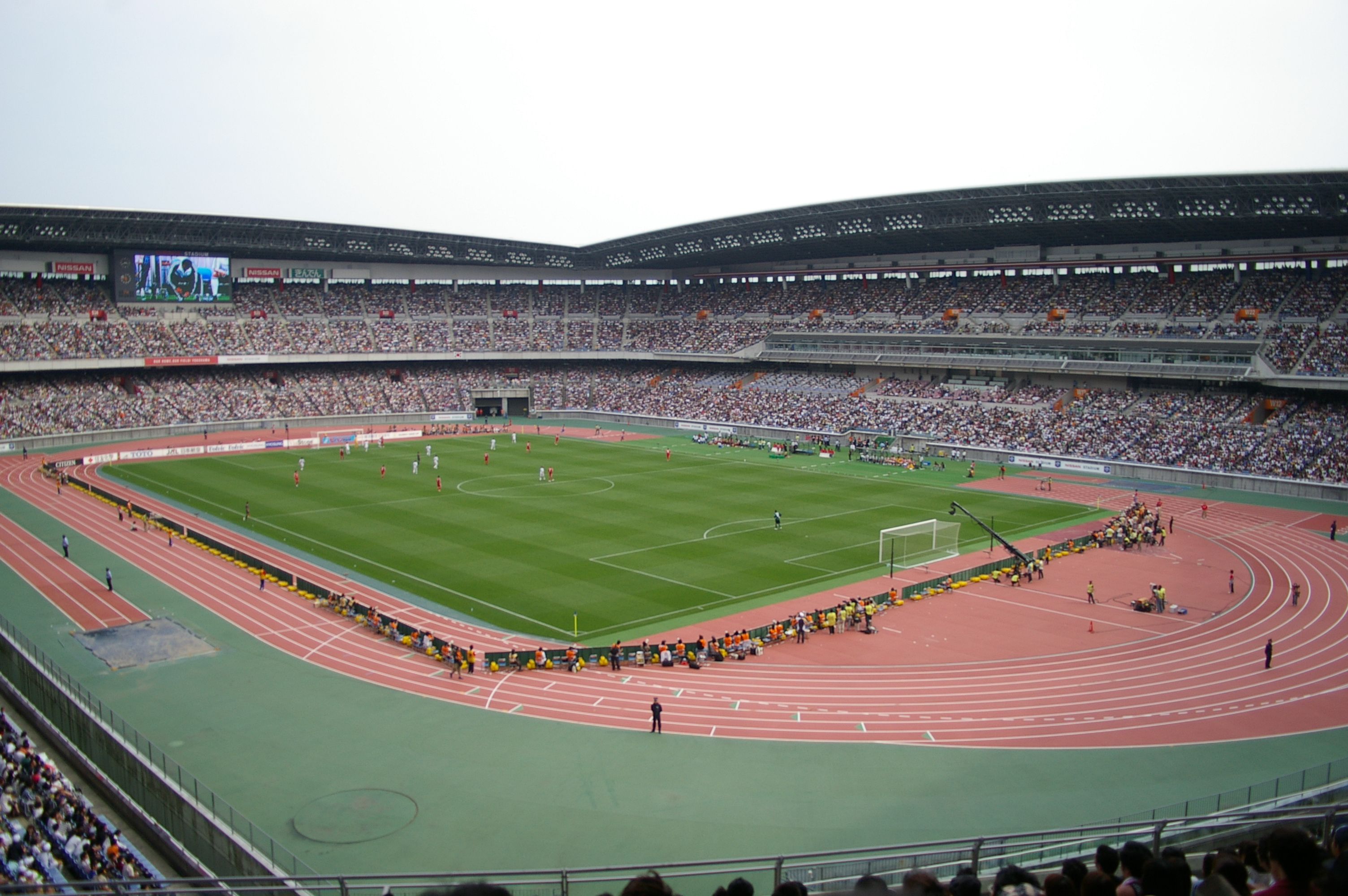
À l'International Stadium Yokohama de Tokyo, Ronaldo inscrit un doublé en finale de la Coupe du monde 2002, la première organisée sur le continent asiatique.

La campagne de qualification du Brésil pour la Coupe du monde 2002 est tumultueuse . Enchaînant les contre-performances, l'équipe nationale risque pour la première fois de son histoire de ne pas jouer la prestigieuse compétition quadriennale . Ronaldo n'ayant plus joué en sélection depuis octobre 1999 en raison de blessures à répétition, l'attaque du Brésil est inefficace et grandement critiquée. Et quand bien même l'attaquant refait son apparition sur les terrains italiens en septembre 2001, il ne peut aider sa sélection en raison d'une rapide rechute . Après une défaite 3 buts à 1 en Bolivie, les hommes de Luiz Felipe Scolari, le sélectionneur brésilien, obtiennent néanmoins leur qualification pour le mondial nippo-sud-coréen lors d'un match couperet face au Venezuela . Sans leur victoire 3 à 0, les Brésiliens auraient en effet dû passer par un match de barrage.
Remis, Ronaldo est convoqué pour un match amical face à la Yougoslavie disputé le 27 mars 2002, à trois mois seulement du début du Mondial, sans avoir disputé la moindre minute de jeu depuis trois mois . Son retour en forme avec l'Inter Milan et une bonne partie contre le Portugal finissent de convaincre Scolari de lui garantir une place de titulaire pour ce mondial et, plus encore, de construire son équipe autour de lui malgré sa fragile santé physique , .
À l'inverse des tenants du titre français, le Brésil aborde la compétition en Corée du Sud sans être favori . Le premier match de poule face à la Turquie voit les Brésiliens s'imposer 2 à 1 avec une égalisation de Ronaldo dont le dernier but avec la Seleção remontait au 7 septembre 1999. Il récidive face à la Chine et réussit un doublé contre le Costa Rica, son équipe franchissant donc la phase de poules . En huitième de finale, opposé à la Belgique, le Brésil souffre toute la première mi-temps alors même qu'un but est injustement refusé aux « Diables Rouges » . Mais grâce à Rivaldo puis Ronaldo en seconde période, le Brésil passe ce tour . Menée au score face à l'Angleterre en quart de finale, la Seleção renverse la tendance notamment grâce à un lointain coup franc de Ronaldinho . En demi-finale, Ronaldo est l'unique buteur de la rencontre face à la surprenante équipe de Turquie déjà rencontrée en phase de poule ; il envoie donc les siens en finale, que dispute le Brésil pour la troisième fois d'affilée, face à l'Allemagne.
En finale, Ronaldo inscrit les deux seuls buts du match et de la victoire contribuant au cinquième succès planétaire de son pays. Sur le premier, opportuniste, il marque en récupérant la balle repoussée par le gardien Oliver Kahn sur une frappe de Rivaldo . Il double le score quelques minutes après en reprenant un centre de Kléberson, que laisse passer astucieusement Rivaldo . Sa frappe à ras de terre est son huitième but de la compétition ce qui, constituant le meilleur total, lui permet de remporter le Soulier d'or de la compétition . Portant son total à douze buts en Coupe du monde, il égale le record brésilien de Pelé .

##### Coupe du monde 2006: le record de Gerd Müller battu
| Date           | Lieu      | Adversaire | Buts | Minute    |
| 16 juin 1998   | Nantes    | Maroc      | 1    | 9e        |
| 27 juin 1998   | Paris     | Chili      | 2    | 46e • 70e |
| 7 juillet 1998 | Marseille | Pays-Bas   | 1    | 46e       |
| 3 juin 2002    | Ulsan     | Turquie    | 1    | 50e       |
| 8 juin 2002    | Seogwipo  | Chine      | 1    | 55e       |
| 13 juin 2002   | Suwon     | Costa Rica | 2    | 10e • 13e |
| 17 juin 2002   | Kobé      | Belgique   | 1    | 87e       |
| 25 juin 2002   | Saitama   | Turquie    | 1    | 49e       |
| 30 juin 2002   | Yokohama  | Allemagne  | 2    | 67e • 79e |
| 22 juin 2006   | Dortmund  | Japon      | 2    | 45e • 81e |
| 27 juin 2006   | Dortmund  | Ghana      | 1    | 5e        |

Ronaldo dispute en Allemagne sa quatrième phase finale de Coupe du monde. Sa condition physique est précaire, affichant un poids de 90,5 kg, soit huit kilos de plus qu'en 2002. Avec un indice de masse corporelle à 27, il se retrouve en surpoids, ce qui lui vaut le surnom de « gros » durant l'épreuve. Si Rivaldo n'est pas sélectionné, le Milanais Kaká et le Barcelonais Ronaldinho sont présents pour lui donner de bons ballons. Avant le début du tournoi, Ronaldo n'a plus foulé un terrain depuis le 8 avril et une sortie sur blessure, à la soixante-quatrième minute, lors d'un match du Real Madrid contre la Real Sociedad.
Pour son entrée dans la compétition, le Brésil s'impose face à la Croatie 1 but à 0 puis à l'Australie 2 à 0 sans convaincre, mais Ronaldo ne marque pas. Il réussit par la suite un doublé face au Japon. Son premier but est inscrit de la tête au second poteau. Le second intervient en fin de partie sur une frappe de l'intérieur du pied droit qui frôle le poteau gauche de Yoshikatsu Kawaguchi, le portier nippon.
Ces deux réalisations lui permettent de rejoindre l'Allemand Gerd Müller en tête des meilleurs buteurs de la Coupe du monde, toutes phases finales confondues, avec quatorze unités. Il bat le record en huitième de finale face au Ghana, en ouvrant la marque dès la cinquième minute de jeu après être sorti victorieux d'un face-à-face avec le gardien africain. Ce record tient jusqu'en 2014 où il est battu par l'Allemand Miroslav Klose. Le parcours de la Seleção s'achève au tour suivant face à la France emmenée par Zinédine Zidane, son coéquipier en club. C'est un coup d'arrêt pour la sélection brésilienne, favorite de ce mondial,. La défaite suscite de nombreuses critiques une fois l'équipe revenue au Brésil.
Depuis le Mondial 2006, Ronaldo n'a plus revêtu le maillot brésilien. Le nouveau sélectionneur Dunga ne le retient pas pour participer à la Copa América 2007. Pour autant, Ronaldo ne met pas un terme à sa carrière internationale et se donne comme objectif de disputer la Coupe du monde 2010, qui a lieu en Afrique du Sud. Mais moins performant selon ses propres dires, il n'est pas appelé pour disputer un cinquième championnat mondial consécutif, un honneur que seuls l'Allemand Lothar Matthäus et le Mexicain Antonio Carbajal ont alors connu.
Le 7 juin 2011, Ronaldo porte pour la quatre-vingt-dix-huitième et dernière fois le maillot de l'équipe du Brésil lors d'un match amical contre la Roumanie en s'imposant 1 à 0, au stade Pacaembu de São Paulo.

### Après-carrière et vie en dehors du football

#### Vie personnelle
La vie privée du joueur et ses activités extra-professionnelles sont souvent étalées dans la presse à sensation. Les tabloïds relayent ainsi régulièrement ses relations amoureuses. C'est le cas lors de sa liaison avec le mannequin Susana Werner entre 1996 et 1998 . En avril 1999, Ronaldo épouse Milene Domingues, une footballeuse membre de l'équipe nationale brésilienne. Ils se séparent quatre ans plus tard. Le couple a eu un fils, Ronald, né le 6 avril 2000 à Milan ; l'année suivante, son épouse fait une fausse couche . En 2005, il entretient une brève liaison avec le mannequin brésilien Daniella Cicarelli. Après le mannequin Raica Oliveira l'année suivante, il est de nouveau père de deux filles prénommées Maria Sophia, née le 24 décembre 2008 à Rio, et Maria Alice avec Maria Beatriz Antony,,, dont il est le mari pendant cinq ans. En 2010, à la suite d'un test de paternité positif, Ronaldo reconnaît être le père d'Alex, 5 ans au moment de l'annonce de la paternité, et qui est né d'une relation avec Michele Umezu.
En mai 1998, juste avant la Coupe du monde en France, Ronaldo rencontre en privé le pape Jean-Paul II. Après avoir reçu sa bénédiction, le joueur lui offre deux maillots, dont celui de l'Inter Milan, . En 2005, il investit, aux côtés d'Emerson Fittipaldi, dans une écurie de course automobile qui participe à la formule A1 Grand Prix. En 2011, il participe au film Open Road, où il partage l'affiche avec l'actrice Camilla Belle.
Impliqué dans le poker, Ronaldo devient ambassadeur du Latin American Poker Tour, puis membre de l'équipe professionnelle PokerStars en cours d'année 2013,. L'année suivante, il s'implique en politique en soutenant Aécio Neves, candidat du Parti de la social-démocratie brésilienne à l'élection présidentielle brésilienne de 2014.

#### Engagement humanitaire
En l'an 2000, Ronaldo est nommé ambassadeur de bonne volonté de l'Organisation des Nations unies (ONU). C'est dans ce cadre qu'il se rend notamment au Maroc en décembre 2006 pour apporter son soutien en faveur de l'enfance. Il collabore également avec le Français Zinédine Zidane, autre vedette du football planétaire, au parrainage d'initiatives humanitaires. Ainsi, le 6 décembre 2002 à Genève, les deux joueurs participent à une soirée de bienfaisance au profit de la recherche contre le SIDA. Plus encore, ils organisent occasionnellement des « Matchs contre la pauvreté » qui permettent de lever des fonds en faveur du Programme des Nations unies pour le développement. Les sommes amassées lors de ces matchs permettent la réalisation de deux projets humanitaires en République démocratique du Congo durant l'année 2007,. La même année, il fait don d'un chèque de 120 000 dollars pour la réalisation de projets éducatifs et sanitaires
à Haïti. Enfin, dans l'optique de la Coupe du monde 2010 organisée en Afrique du Sud, il s'engage à promouvoir des projets écologiques.
Outre l'international, il s'engage aussi dans des projets caritatifs au Brésil. Ainsi, en 2003, il donne son accord au gouvernement brésilien pour devenir ambassadeur de la lutte contre l'analphabétisme. À ce titre, il s'engage en faveur des quartiers pauvres brésiliens, les favelas, dont il est lui-même natif. Ainsi, il offre un chèque de 600 000 euros en 2001 pour la scolarisation et l'apprentissage en informatique de jeunes cariocas en difficulté . Toujours au Brésil, il s'implique dans l'édification de centres sportifs et la construction d'édifices hospitaliers ou de recherche médicale .
En 2007, il est désigné « volontaire n°1 » par la Croix Rouge.

#### Implication dans le football
À l'issue de sa carrière de joueur, Ronaldo crée avec d'autres investisseurs la société 9ine sports & entertainment chargée de s'occuper de la gestion de l'image publique de footballeurs. Le Brésilien fait également partie du comité d'organisation de la Coupe du monde de football 2014 qui se déroule au Brésil. En 2013, il est embauché comme consultant par la chaîne brésilienne TV Globo et doit assurer les commentaires de cette Coupe du monde.
Ronaldo devient en décembre 2014 actionnaire minoritaire des Strikers de Fort Lauderdale, un club évoluant en North American Soccer League. Le club est finalement dissous en 2016.
En septembre 2018, il devient propriétaire du Real Valladolid, fraîchement promu en Liga. Il acquiert 51% des parts du club en déboursant près de 30 millions d'euros. Il revend ses parts en mai 2025 au terme d'une saison qui voit le club être relégué en deuxième division. En décembre 2021, il rachète le club brésilien de Cruzeiro alors en deuxième division brésilienne. Il détient 90% des actions pour une dépense estimée par Globoesporte.com de 60 millions d'euros. Alors que le club est septième du championnat du Brésil 2024 et a vu sa dette se réduire de moitié, Ronaldo revend ses parts en avril 2024 pour un montant estimé à 600 millions de reals soit 110 millions d'euros.

## Statistiques

### Statistiques détaillées
Ce tableau représente les statistiques de Ronaldo au cours de sa carrière , ,  :
| Saison                | Club                  | Championnat           | Championnat | Championnat | Championnat | Coupe(s) nationale(s) | Coupe(s) nationale(s) | Coupe(s) nationale(s) | Supercoupe | Supercoupe | Supercoupe | Compétition(s) continentale(s) | Compétition(s) continentale(s) | Compétition(s) continentale(s) | Compétition(s) continentale(s) | Ligue régionale | Ligue régionale | Ligue régionale | Autres compétitions | Autres compétitions | Autres compétitions | Total | Total | Total |
| Saison                | Club                  | Division              | M.          | B.          | P.d.        | M.                    | B.                    | P.d.                  | M.         | B.         | P.d.       | Comp.                          | M.                             | B.                             | P.d.                           | M.              | B.              | P.d.            | M.                  | B.                  | P.d.                | M.    | B.    | P.d.  |
| 1993                  | Cruzeiro              | Brasileiro            | 14          | 12          | 3           | -                     | -                     | -                     | -          | -          | -          | RS                             | 5                              | 8                              | 3                              | 2               | 0               | 0               | -                   | -                   | -                   | 21    | 20    | 6     |
| 1994                  | Cruzeiro              | Brasileiro            | -           | -           | -           | -                     | -                     | -                     | -          | -          | -          | RS                             | 8                              | 2                              | 1                              | 18              | 22              | 8               | -                   | -                   | -                   | 26    | 24    | 9     |
| Sous-total            | Sous-total            | Sous-total            | 14          | 12          | 3           | -                     | -                     | -                     | -          | -          | -          | -                              | 13                             | 10                             | 4                              | 20              | 22              | 8               | -                   | -                   | -                   | 47    | 44    | 15    |
| 1994-1995             | PSV Eindhoven         | Eredivisie            | 33          | 30          | 15          | 1                     | 2                     | 0                     | -          | -          | -          | C3                             | 2                              | 3                              | 0                              | -               | -               | -               | -                   | -                   | -                   | 36    | 35    | 15    |
| 1995-1996             | PSV Eindhoven         | Eredivisie            | 13          | 12          | 3           | 3                     | 1                     | 0                     | -          | -          | -          | C3                             | 5                              | 6                              | 2                              | -               | -               | -               | -                   | -                   | -                   | 21    | 19    | 5     |
| Sous-total            | Sous-total            | Sous-total            | 46          | 42          | 18          | 4                     | 3                     | 0                     | -          | -          | -          | -                              | 7                              | 9                              | 2                              | -               | -               | -               | -                   | -                   | -                   | 57    | 54    | 20    |
| 1996-1997             | FC Barcelone          | Liga                  | 37          | 34          | 7           | 4                     | 6                     | 0                     | 1          | 2          | 1          | C2                             | 7                              | 5                              | 1                              | -               | -               | -               | -                   | -                   | -                   | 49    | 47    | 9     |
| Sous-total            | Sous-total            | Sous-total            | 37          | 34          | 7           | 4                     | 6                     | 0                     | 1          | 2          | 1          | -                              | 7                              | 5                              | 1                              | -               | -               | -               | -                   | -                   | -                   | 49    | 47    | 9     |
| 1997-1998             | Inter Milan           | Serie A               | 32          | 25          | 4           | 4                     | 3                     | 0                     | -          | -          | -          | C3                             | 11                             | 6                              | 1                              | -               | -               | -               | -                   | -                   | -                   | 47    | 34    | 5     |
| 1998-1999             | Inter Milan           | Serie A               | 19          | 14          | 2           | 3                     | 0                     | 0                     | -          | -          | -          | C1                             | 6                              | 1                              | 2                              | -               | -               | -               | -                   | -                   | -                   | 28    | 15    | 4     |
| 1999-2000             | Inter Milan           | Serie A               | 7           | 3           | 0           | 1                     | 0                     | 0                     | -          | -          | -          | -                              | -                              | -                              | -                              | -               | -               | -               | -                   | -                   | -                   | 8     | 3     | 0     |
| 2000-2001             | Inter Milan           | Serie A               | -           | -           | -           | -                     | -                     | -                     | -          | -          | -          | -                              | -                              | -                              | -                              | -               | -               | -               | -                   | -                   | -                   | 0     | 0     | 0     |
| 2001-2002             | Inter Milan           | Serie A               | 10          | 7           | 2           | 1                     | 0                     | 0                     | -          | -          | -          | C1                             | 5                              | 0                              | 0                              | -               | -               | -               | -                   | -                   | -                   | 16    | 7     | 2     |
| Sous-total            | Sous-total            | Sous-total            | 68          | 49          | 8           | 9                     | 3                     | 0                     | -          | -          | -          | -                              | 22                             | 7                              | 3                              | -               | -               | -               | -                   | -                   | -                   | 99    | 59    | 11    |
| 2002-2003             | Real Madrid           | Liga                  | 31          | 23          | 3           | 1                     | 0                     | 0                     | -          | -          | -          | C1                             | 11                             | 6                              | 3                              | -               | -               | -               | 1                   | 1                   | 0                   | 44    | 30    | 6     |
| 2003-2004             | Real Madrid           | Liga                  | 32          | 24          | 5           | 5                     | 2                     | 2                     | 2          | 1          | 1          | C1                             | 9                              | 4                              | 1                              | -               | -               | -               | -                   | -                   | -                   | 48    | 31    | 9     |
| 2004-2005             | Real Madrid           | Liga                  | 34          | 21          | 7           | 1                     | 0                     | 0                     | -          | -          | -          | C1                             | 10                             | 3                              | 1                              | -               | -               | -               | -                   | -                   | -                   | 45    | 24    | 8     |
| 2005-2006             | Real Madrid           | Liga                  | 23          | 14          | 3           | 2                     | 1                     | 1                     | -          | -          | -          | C1                             | 2                              | 0                              | 0                              | -               | -               | -               | -                   | -                   | -                   | 27    | 15    | 4     |
| 2006-2007             | Real Madrid           | Liga                  | 7           | 1           | 0           | 2                     | 1                     | 0                     | -          | -          | -          | C1                             | 4                              | 2                              | 0                              | -               | -               | -               | -                   | -                   | -                   | 13    | 4     | 0     |
| Sous-total            | Sous-total            | Sous-total            | 127         | 83          | 18          | 11                    | 4                     | 3                     | 2          | 1          | 1          | -                              | 36                             | 15                             | 5                              | -               | -               | -               | 1                   | 1                   | 0                   | 177   | 104   | 27    |
| 2006-2007             | Milan AC              | Serie A               | 14          | 7           | 4           | -                     | -                     | -                     | -          | -          | -          | -                              | -                              | -                              | -                              | -               | -               | -               | -                   | -                   | -                   | 14    | 7     | 4     |
| 2007-2008             | Milan AC              | Serie A               | 6           | 2           | 0           | -                     | -                     | -                     | -          | -          | -          | -                              | -                              | -                              | -                              | -               | -               | -               | -                   | -                   | -                   | 6     | 2     | 0     |
| Sous-total            | Sous-total            | Sous-total            | 20          | 9           | 4           | -                     | -                     | -                     | -          | -          | -          | -                              | -                              | -                              | -                              | -               | -               | -               | -                   | -                   | -                   | 20    | 9     | 4     |
| 2009                  | SC Corinthians        | Brasileiro            | 20          | 12          | 5           | 8                     | 3                     | 1                     | -          | -          | -          | -                              | -                              | -                              | -                              | 10              | 8               | 0               | -                   | -                   | -                   | 38    | 23    | 6     |
| 2010                  | SC Corinthians        | Brasileiro            | 11          | 6           | 1           | -                     | -                     | -                     | -          | -          | -          | CL                             | 7                              | 3                              | 0                              | 9               | 3               | 5               | -                   | -                   | -                   | 27    | 12    | 6     |
| 2011                  | SC Corinthians        | Brasileiro            | -           | -           | -           | -                     | -                     | -                     | -          | -          | -          | CL                             | 2                              | 0                              | 0                              | 2               | 0               | 0               | -                   | -                   | -                   | 4     | 0     | 0     |
| Sous-total            | Sous-total            | Sous-total            | 31          | 18          | 6           | 8                     | 3                     | 1                     | -          | -          | -          | -                              | 9                              | 3                              | 0                              | 21              | 11              | 5               | -                   | -                   | -                   | 69    | 35    | 12    |
| Total sur la carrière | Total sur la carrière | Total sur la carrière | 343         | 247         | 64          | 36                    | 19                    | 4                     | 3          | 3          | 2          | -                              | 94                             | 49                             | 15                             | 41              | 33              | 13              | 1                   | 1                   | 0                   | 518   | 352   | 98    |

### En sélection nationale
| Saison                | Sélection             | Phases finales                                      | Phases finales | Phases finales | Phases finales | Éliminatoires CDM | Éliminatoires CDM | Éliminatoires CDM | Matchs amicaux | Matchs amicaux | Matchs amicaux | Total | Total | Total |
| Saison                | Sélection             | Compétition                                         | M              | B              | Pd             | M                 | B                 | Pd                | M              | B              | Pd             | M     | B     | Pd    |
| --------------------- | --------------------- | --------------------------------------------------- | -------------- | -------------- | -------------- | ----------------- | ----------------- | ----------------- | -------------- | -------------- | -------------- | ----- | ----- | ----- |
| 1993-1994             | Brésil                | Coupe du monde 1994                                 | 0              | 0              | 0              | -                 | -                 | -                 | 3              | 1              | 0              | 3     | 1     | 0     |
| 1994-1995             | Brésil                | Copa América 1995                                   | 1              | 0              | 0              | -                 | -                 | -                 | 5              | 1              | 1              | 6     | 1     | 1     |
| 1995-1996             | Brésil                | -                                                   | -              | -              | -              | -                 | -                 | -                 | 1              | 2              | 0              | 1     | 2     | 0     |
| 1996-1997             | Brésil                | Copa América 1997                                   | 6              | 5              | 2              | -                 | -                 | -                 | 11             | 10             | 4              | 17    | 15    | 6     |
| 1997-1998             | Brésil                | Coupe des confédérations 1997 + Coupe du monde 1998 | 5+7            | 4+4            | 2+3            | -                 | -                 | -                 | 5              | 2              | 1              | 17    | 10    | 6     |
| 1998-1999             | Brésil                | Copa América 1999                                   | 6              | 5              | 2              | -                 | -                 | -                 | 1              | 1              | 0              | 7     | 6     | 2     |
| 1999-2000             | Brésil                | -                                                   | -              | -              | -              | -                 | -                 | -                 | 3              | 1              | 2              | 3     | 1     | 2     |
| 2001-2002             | Brésil                | Coupe du monde 2002                                 | 7              | 8              | 0              | -                 | -                 | -                 | 3              | 1              | 1              | 10    | 9     | 1     |
| 2002-2003             | Brésil                | -                                                   | -              | -              | -              | -                 | -                 | -                 | 5              | 2              | 0              | 5     | 2     | 0     |
| 2003-2004             | Brésil                | -                                                   | -              | -              | -              | 7                 | 6                 | 3                 | 3              | 0              | 0              | 10    | 6     | 3     |
| 2004-2005             | Brésil                | -                                                   | -              | -              | -              | 6                 | 3                 | 2                 | 2              | 0              | 3              | 8     | 3     | 5     |
| 2005-2006             | Brésil                | Coupe du monde 2006                                 | 5              | 3              | 1              | 2                 | 1                 | 1                 | 3              | 2              | 0              | 10    | 6     | 2     |
| 2010-2011             | Brésil                | -                                                   | -              | -              | -              | -                 | -                 | -                 | 1              | 0              | 0              | 1     | 0     | 0     |
| Total sur la carrière | Total sur la carrière | Total sur la carrière                               | 37             | 29             | 10             | 15                | 10                | 6                 | 46             | 23             | 12             | 98    | 62    | 28    |

### Buts internationaux
| Buts en sélection de Ronaldo | Buts en sélection de Ronaldo | Buts en sélection de Ronaldo                           | Buts en sélection de Ronaldo | Buts en sélection de Ronaldo | Buts en sélection de Ronaldo | Buts en sélection de Ronaldo            |
| #                            | Date                         | Lieu                                                   | Adversaire                   | Score                        | Résultats                    | Compétitions                            |
| ---------------------------- | ---------------------------- | ------------------------------------------------------ | ---------------------------- | ---------------------------- | ---------------------------- | --------------------------------------- |
| 1                            | 03 mai 1994                  | Stade Aderbal Ramos da Silva, Florianópolis            | Islande                      | 1-0                          | 3-0                          | Match amical                            |
| 2                            | 11 juin 1995                 | Stade Wembley, Londres                                 | Angleterre                   | 2-1                          | 3-1                          | Match amical                            |
| 3                            | 11 octobre 1995              | Salvador, Bahia                                        | Uruguay                      | 1-0                          | 2-0                          | Match amical                            |
| 4                            | 11 octobre 1995              | Salvador, Bahia                                        | Uruguay                      | 2-0                          | 2-0                          | Match amical                            |
| 5                            | 28 août 1996                 | Stade Lokomotiv, Moscou                                | Russie                       | 2-2                          | 2-2                          | Match amical                            |
| 6                            | 28 décembre 1996             | Manaus, Brésil                                         | Bosnie-Herzégovine           | 1-0                          | 1-0                          | Match amical                            |
| 7                            | 30 avril 1997                | Lockhart Stadium, Fort Lauderdale                      | Mexique                      | 1-0                          | 4-0                          | Match amical                            |
| 8                            | 30 avril 1997                | Lockhart Stadium, Fort Lauderdale                      | Mexique                      | 3-0                          | 4-0                          | Match amical                            |
| 9                            | 8 août 1997                  | Stagg Memorial Stadium, Stockton                       | Honduras                     | 1-0                          | 8-2                          | Match amical                            |
| 10                           | 8 août 1997                  | Stagg Memorial Stadium, Stockton                       | Honduras                     | 2-0                          | 8-2                          | Match amical                            |
| 11                           | 8 août 1997                  | Stagg Memorial Stadium, Stockton                       | Honduras                     | 3-0                          | 8-2                          | Match amical                            |
| 12                           | 8 août 1997                  | Stagg Memorial Stadium, Stockton                       | Honduras                     | 4-1                          | 8-2                          | Match amical                            |
| 13                           | 8 août 1997                  | Stagg Memorial Stadium, Stockton                       | Honduras                     | 6-1                          | 8-2                          | Match amical                            |
| 14                           | 8 août 1997                  | Stagg Memorial Stadium, Stockton                       | Honduras                     | 7-2                          | 8-2                          | Match amical                            |
| 15                           | 13 juin 1997                 | Stade Ramón Tahuichi Aguilera, Santa Cruz de la Sierra | Costa Rica                   | 3-0                          | 5-0                          | Copa America 1997                       |
| 16                           | 13 juin 1997                 | Stade Ramón Tahuichi Aguilera, Santa Cruz de la Sierra | Costa Rica                   | 4-0                          | 5-0                          | Copa America 1997                       |
| 17                           | 22 juin 1997                 | Stade Ramón Tahuichi Aguilera, Santa Cruz de la Sierra | Paraguay                     | 1-0                          | 2-0                          | Copa America 1997                       |
| 18                           | 22 juin 1997                 | Stade Ramón Tahuichi Aguilera, Santa Cruz de la Sierra | Paraguay                     | 2-0                          | 2-0                          | Copa America 1997                       |
| 19                           | 29 juin 1997                 | Estadio Hernando Siles, La Paz                         | Bolivie                      | 2-1                          | 3-1                          | Copa America 1997                       |
| 20                           | 11 novembre 1997             | Estádio Mané Garrincha, Brasilia                       | Pays de Galles               | 1-0                          | 3-0                          | Match amical                            |
| 21                           | 11 novembre 1997             | Estádio Mané Garrincha, Brasilia                       | Pays de Galles               | 3-0                          | 3-0                          | Match amical                            |
| 22                           | 7 décembre 1997              | Soccer City Stadium, Johannesbourg                     | Afrique du Sud               | 1-0                          | 2-1                          | Match amical                            |
| 23                           | 7 décembre 1997              | Soccer City Stadium, Johannesbourg                     | Afrique du Sud               | 2-0                          | 2-1                          | Match amical                            |
| 24                           | 19 décembre 1997             | Stade international du Roi-Fahd, Riyad                 | Tchéquie                     | 2-0                          | 2-0                          | Coupe des confédérations 1997           |
| 25                           | 21 décembre 1997             | Stade international du Roi-Fahd, Riyad                 | Australie                    | 1-0                          | 6-0                          | Coupe des confédérations 1997           |
| 26                           | 21 décembre 1997             | Stade international du Roi-Fahd, Riyad                 | Australie                    | 2-0                          | 6-0                          | Coupe des confédérations 1997           |
| 27                           | 21 décembre 1997             | Stade international du Roi-Fahd, Riyad                 | Australie                    | 5-0                          | 6-0                          | Coupe des confédérations 1997           |
| 28                           | 16 juin 1998                 | Stade de la Beaujoire, Nantes                          | Maroc                        | 1-0                          | 3-0                          | Coupe du monde 1998                     |
| 29                           | 27 juin 1998                 | Parc des Princes, Paris                                | Chili                        | 3-0                          | 4-1                          | Coupe du monde 1998                     |
| 30                           | 27 juin 1998                 | Parc des Princes, Paris                                | Chili                        | 4-1                          | 4-1                          | Coupe du monde 1998                     |
| 31                           | 7 juillet 1998               | Stade Vélodrome, Marseille                             | Pays-Bas                     | 1-0                          | 1-1 - 4-2 aux pénaltys       | Coupe du monde 1998                     |
| 32                           | 28 mars 1999                 | Stade Olympique de Séoul, Séoul                        | Corée du Sud                 | 1-1                          | 2-1                          | Match amical                            |
| 33                           | 28 mars 1999                 | Estadio Antonio Oddone Sarubbi, Ciudad del Este        | Venezuela                    | 1-0                          | 7-0                          | Copa America 1999                       |
| 34                           | 28 mars 1999                 | Estadio Antonio Oddone Sarubbi, Ciudad del Este        | Venezuela                    | 4-0                          | 7-0                          | Copa America 1999                       |
| 35                           | 6 juillet 1999               | Estadio Antonio Oddone Sarubbi, Ciudad del Este        | Chili                        | 1-0                          | 1-0                          | Copa America 1999                       |
| 36                           | 11 juillet 1999              | Estadio Antonio Oddone Sarubbi, Ciudad del Este        | Argentine                    | 2-1                          | 2-1                          | Copa America 1999                       |
| 37                           | 18 juillet 1999              | Estadio Defensores del Chaco, Asuncion                 | Uruguay                      | 3-0                          | 3-0                          | Copa America 1999                       |
| 38                           | 6 février 2002               | Stade international du Roi-Fahd, Riyad                 | Arabie saoudite              | 1-0                          | 1-0                          | Match amical                            |
| 39                           | 3 juin 2002                  | Munsu Cup Stadium, Ulsan                               | Turquie                      | 1-1                          | 2-1                          | Coupe du monde 2002                     |
| 40                           | 8 juin 2002                  | Jeju World Cup Stadium, Seogwipo                       | Chine                        | 4-0                          | 4-0                          | Coupe du monde 2002                     |
| 41                           | 13 juin 2002                 | Suwon World Cup Stadium, Suwon                         | Costa Rica                   | 1-0                          | 5-2                          | Coupe du monde 2002                     |
| 42                           | 13 juin 2002                 | Suwon World Cup Stadium, Suwon                         | Costa Rica                   | 2-0                          | 5-2                          | Coupe du monde 2002                     |
| 43                           | 17 juin 2002                 | Kobe Wing Stadium, Kobe                                | Belgique                     | 2-0                          | 2-0                          | Coupe du monde 2002                     |
| 44                           | 26 juin 2002                 | Saitama Stadium, Saitama                               | Turquie                      | 1-0                          | 1-0                          | Coupe du monde 2002                     |
| 45                           | 30 juin 2002                 | Nissan Stadium, Yokohama                               | Allemagne                    | 1-0                          | 2-0                          | Coupe du monde 2002                     |
| 46                           | 30 juin 2002                 | Nissan Stadium, Yokohama                               | Allemagne                    | 2-0                          | 2-0                          | Coupe du monde 2002                     |
| 47                           | 11 juin 2003                 | Abuja Stadium, Abuja                                   | Nigeria                      | 3-0                          | 3-0                          | Match amical                            |
| 48                           | 7 septembre 2003             | Stade Metropolitano Roberto Meléndez, Barranquilla     | Colombie                     | 1-0                          | 2-1                          | Éliminatoires de la Coupe du monde 2006 |
| 49                           | 19 novembre 2003             | Estadio Pinheirão, Curitiba                            | Uruguay                      | 2-0                          | 3-3                          | Éliminatoires de la Coupe du monde 2006 |
| 50                           | 19 novembre 2003             | Estadio Pinheirão, Curitiba                            | Uruguay                      | 3-3                          | 3-3                          | Éliminatoires de la Coupe du monde 2006 |
| 51                           | 6 février 2004               | Mineirão, Belo Horizonte                               | Argentine                    | 1-0                          | 3-0                          | Éliminatoires de la Coupe du monde 2006 |
| 52                           | 6 février 2004               | Mineirão, Belo Horizonte                               | Argentine                    | 2-0                          | 3-0                          | Éliminatoires de la Coupe du monde 2006 |
| 53                           | 6 février 2004               | Mineirão, Belo Horizonte                               | Argentine                    | 3-0                          | 3-0                          | Éliminatoires de la Coupe du monde 2006 |
| 54                           | 18 août 2004                 | Stade Sylvio Cator, Port-au-Prince                     | Haïti                        | 2-0                          | 6-0                          | Match amical                            |
| 55                           | 18 août 2004                 | Stade Sylvio Cator, Port-au-Prince                     | Haïti                        | 5-0                          | 6-0                          | Match amical                            |
| 56                           | 18 août 2004                 | Stade Sylvio Cator, Port-au-Prince                     | Haïti                        | 6-0                          | 6-0                          | Match amical                            |
| 57                           | 5 septembre 2004             | Estadio do Morumbi, São Paulo                          | Bolivie                      | 1-0                          | 3-1                          | Éliminatoires de la Coupe du monde 2006 |
| 58                           | 9 octobre 2004               | Estadio José Pachencho Romero, Maracaibo               | Venezuela                    | 3-0                          | 5-2                          | Éliminatoires de la Coupe du monde 2006 |
| 59                           | 4 juin 2006                  | Stade de Genève, Genève                                | Nouvelle-Zélande             | 1-0                          | 4-0                          | Match amical                            |
| 60                           | 22 juin 2006                 | Signal Iduna Park, Dortmund                            | Japon                        | 1-1                          | 4-1                          | Coupe du monde 2006                     |
| 61                           | 22 juin 2006                 | Signal Iduna Park, Dortmund                            | Japon                        | 4-1                          | 4-1                          | Coupe du monde 2006                     |
| 62                           | 27 juin 2006                 | Signal Iduna Park, Dortmund                            | Ghana                        | 1-0                          | 3-0                          | Coupe du monde 2006                     |

## Palmarès

### En club
Au niveau professionnel, Ronaldo a évolué dans sept clubs professionnels. Chacun de ses passages en club est ponctué de victoires et trophées divers. Ainsi, pour le Cruzeiro EC, il remporte dès sa première saison la Coupe du Brésil en 1993 et termine meilleur buteur de la Supercopa Libertadores avec huit réalisations . La même année, il est finaliste de la Recopa Sudamericana. En 1994, il gagne le Champion de l'État du Minas Gerais dont il termine meilleur buteur. Transféré au PSV Eindhoven à l'été 1994, il termine dès sa première saison en Europe meilleur buteur du Championnat des Pays-Bas, un an avant de remporter la Coupe des Pays-Bas, son unique trophée avec le club néerlandais. Sa seule année au FC Barcelone est riche en titres puisque le club catalan remporte dès l'entame de saison, en août 1996, la Supercoupe d'Espagne. Meilleur buteur du Championnat d'Espagne avec 34 buts, il ne remporte pas la Liga à l'inverse de la Coupe d'Espagne et de la Coupe des vainqueurs de Coupe, son premier trophée continental. Pour ses performances, il reçoit le Prix Don Balón récompensant le meilleur joueur étranger de la saison en Espagne et se voit décerner le Soulier d'or européen.
Arrivé en Italie pour la saison 1997-1998, il gagne dès sa première année la Coupe UEFA et, deuxième meilleur buteur de la Serie A, il est désigné meilleur joueur absolu et meilleur joueur étranger de la saison. Il est finaliste de la Coupe d'Italie en 2000. Attaquant du Real Madrid entre 2002 et 2006, Ronaldo s'illustre dès sa première saison en gagnant la Coupe intercontinentale dont il est désigné « Homme du match ». La saison suivante, il remporte le Championnat d'Espagne et la Supercoupe d'Espagne. L'édition 2003-2004 de la Liga le voit terminer Pichichi pour la deuxième fois de sa carrière. Aux Corinthians, son dernier club, Ronaldo remporte en 2009 la Coupe du Brésil ainsi que le Championnat de l'État de São Paulo, compétition dont il est désigné meilleur joueur.

### En équipe nationale
Entre le 24 mars 1994 et le 1er juillet 2006, Ronaldo a joué à 97 reprises pour le Brésil. Bien qu'il fût possible de croire sa carrière en sélection terminée après la Coupe du monde en Allemagne, il est rappelé en sélection le 7 juin 2011, pour le dernier match de sa carrière et un match amical contre la Roumanie. Ce dernier match lui fait donc un total de 98 sélections avec l'équipe du Brésil. Seuls quatre autres joueurs ont davantage de sélections que l'attaquant qui figure toutefois au second rang en termes de réalisations. Ronaldo a en effet marqué 62 buts face à d'autres sélections nationales, soit une moyenne de 0,63 but par match. Seuls Pelé et Neymar, avec 77 unités, présentent un meilleur total.
En quatre participations à la Coupe du monde, Ronaldo a gagné deux fois la compétition, atteint une fois la finale et été éliminé une fois en quart de finale. Sans jouer, il est vainqueur en 1994 mais prend une part active à la victoire en 2002 puisqu'il est reconnu meilleur buteur — ou « Soulier d'or » — avec huit réalisations, est désigné meilleur joueur de la finale et « Ballon d'argent » de la compétition. En 1998, bien que désigné meilleur joueur — ou « Ballon d'or » — de la compétition et reconnu meilleur passeur, il échoue en finale face à la France. Cette même équipe stoppe de nouveau le parcours brésilien en 2006 au stade des quarts de finale. Par ailleurs, en 1998 et 2002, il fait partie de l'équipe-type, dite « all-star », composée par la FIFA.
En trois participations à la Copa América, la compétition continentale sud-américaine, le joueur a remporté deux fois le trophée final en 1997 et en 1999 (il termine à cette occasion meilleur buteur ). Lors de ses treize matchs joués dans le cadre de cette compétition, Ronaldo a marqué à dix reprises. Sa seule participation à la Coupe des confédérations, en 1997, s'est soldée par une victoire finale et un total de quatre buts en cinq rencontres. Enfin, lors de son unique apparition au sein de l'équipe olympique brésilienne, en 1996, il a enlevé la médaille de bronze inscrivant cinq buts au cours du tournoi .
| Palmarès international élite | Palmarès international divers                       | Statistiques |
| - Coupe du monde (2) - Vainqueur : 1994, 2002 - Finaliste : 1998 - Copa América (2) - Vainqueur : 1997, 1999 - Finaliste : 1995 - Coupe des confédérations (1) - Vainqueur : 1997 | - Jeux olympiques d'été - Médaillé de bronze : 1996 | International élite - 98 sélections - 69 victoires, 20 nuls et 9 défaites - 62 buts (0,63 but par match) Jeux olympiques - 6 sélections - 4 victoires et 2 défaites - 5 buts |

### Distinctions individuelles
Nommé au « FIFA 100 » par Pelé et la FIFA en 2004, il remporte deux fois le Ballon d'or France Football, trophée domestique individuel le plus prestigieux récompensant le meilleur joueur évoluant en Europe, en 1997 et 2002. Il termine par ailleurs deuxième du scrutin organisé par le magazine français en 1996 et troisième en 1998. Élu trois fois meilleur footballeur de l'année FIFA en 1996, 1997 et 2002, il est seulement dépassé par Cristiano Ronaldo quintuple lauréat et Lionel Messi septuple lauréat de ce trophée officiel. En outre, l'UEFA en fait en 1998 son meilleur footballeur et son meilleur attaquant de l'année. À l'occasion des coupes du monde qu'il dispute en équipe nationale, Ronaldo a décroché un Ballon d'or et un Soulier d'or, récompenses décernées par la FIFA.
Recevant le Soulier d'or européen en 1997 en vertu de ses 34 buts en Liga, il est plusieurs fois distingué dans les divers championnats où il évolue. Ainsi, alors à l'Inter Milan, il reçoit deux années de suite — en 1997 et 1998 — le Trophée Bravo récompensant le meilleur joueur de moins de 21 ans évoluant en Europe. Toujours en 1998, il est élu meilleur joueur absolu et meilleur joueur étranger de l'année de Serie A. Auparavant, lors de son passage au FC Barcelone, il reçoit en 1997 le Prix Don Balón du meilleur joueur étranger. Outre le Ballon d'or France Football, le prestigieux World Soccer, titre anglophone de référence, le désigne trois années meilleur joueur mondial en 1996, 1997 et 2002. Ses performances durant cette dernière année lui valent plusieurs prix internationaux tels ceux de sportif de l'année décernés par les médias Reuters et BBC, celui de la Fondation Laureus qui y voit le « retour de l'année » ou encore le Grand Prix de l'Académie des sports.
| Récompenses de fédérations internationales | Presse et institutions |
| Meilleur footballeur de l'année FIFA (3) - Lauréat en 1996, 1997 et 2002 Meilleur footballeur de l'année UEFA (1) - Lauréat en 1998 Meilleur attaquant de l'année UEFA (1) - Lauréat en 1998 Ballon d'or FIFA de la Coupe du monde - Lauréat en 1998 - Deuxième en 2002 Soulier d'or FIFA de la Coupe du monde - Lauréat en 2002 | Ballon d'or France Football (2) - Lauréat en 1997 et 2002 - Deuxième en 1996 - Troisième en 1998 World Soccer Awards (3) - Élu joueur mondial de l'année en 1996, 1997 et 2002 Prix Don Balón (1) - Élu meilleur joueur étranger en 1997 Trophée Bravo du Guerin Sportivo (2) - Lauréat en 1997 et 1998 Sportif mondial de l'année - Élu par Reuters en 2002 - Élu par la BBC en 2002 Plus bel exploit sportif de l'année - Lauréat du Grand Prix de l'Académie des sports 2002 Retour de l'année (1) - Élu par la fondation Laureus en 2003 Ballon d'Or Dream Team - Devient membre en 2020 |
| Récompenses domestiques officielles | Ballon d'or France Football (2) - Lauréat en 1997 et 2002 - Deuxième en 1996 - Troisième en 1998 World Soccer Awards (3) - Élu joueur mondial de l'année en 1996, 1997 et 2002 Prix Don Balón (1) - Élu meilleur joueur étranger en 1997 Trophée Bravo du Guerin Sportivo (2) - Lauréat en 1997 et 1998 Sportif mondial de l'année - Élu par Reuters en 2002 - Élu par la BBC en 2002 Plus bel exploit sportif de l'année - Lauréat du Grand Prix de l'Académie des sports 2002 Retour de l'année (1) - Élu par la fondation Laureus en 2003 Ballon d'Or Dream Team - Devient membre en 2020 |
| Soulier d'or européen - Lauréat en 1997 Meilleur joueur de l'année de Serie A - Lauréat en 1998 Meilleur joueur étranger de l'année de Serie A - Lauréat en 1998 | Ballon d'or France Football (2) - Lauréat en 1997 et 2002 - Deuxième en 1996 - Troisième en 1998 World Soccer Awards (3) - Élu joueur mondial de l'année en 1996, 1997 et 2002 Prix Don Balón (1) - Élu meilleur joueur étranger en 1997 Trophée Bravo du Guerin Sportivo (2) - Lauréat en 1997 et 1998 Sportif mondial de l'année - Élu par Reuters en 2002 - Élu par la BBC en 2002 Plus bel exploit sportif de l'année - Lauréat du Grand Prix de l'Académie des sports 2002 Retour de l'année (1) - Élu par la fondation Laureus en 2003 Ballon d'Or Dream Team - Devient membre en 2020 |

## Style de jeu
Le style de Ronaldo fait souvent l'objet d'analyses et de commentaires plus ou moins élogieux. Avant-centre, il évolue et s'adapte à plusieurs schémas tactiques durant sa carrière. Formé au football en salle, il sait évoluer dans de petits espaces et maîtrise de ce fait une large palette de gestes et réflexes techniques , , . Ces performances et sa réussite proche du but par match en début de carrière invitent aux comparaisons avec son compatriote Pelé, régulièrement salué comme le meilleur joueur de l'histoire du football .
Bien que droitier et marquant la majorité de ses buts du pied droit, Ronaldo reste efficace avec le pied gauche, . En pleine course, il utilise également ses deux pieds pour déplacer le ballon lui permettant d'en garder le contrôle ; une balle qui ne s'éloigne que très peu du joueur (jamais à plus de 70 cm selon une analyse réalisée en 1997 par des journalistes espagnols ). Cette conduite de balle limite sensiblement la réussite des tacles adverses, une caractéristique remarquable lorsqu'il tente une série de dribbles ,. De même, il se distingue par sa pointe de vitesse, sa puissance et sa résistance . Ainsi, alors qu'il évolue à Barcelone, le préparateur physique de l'équipe estime que sa vitesse est sa première qualité, renforcée par sa vivacité et sa puissance. Dans le jeu aérien, il confesse des difficultés de la tête, ce qui ne l'empêche pas d'inscrire des buts de cette façon. Ces caractéristiques techniques se révèlent tôt chez le joueur ; elles s'expliquent en partie par la maturité physique du joueur, accomplie dès ses 19 ans. Les observateurs remarquent aussi sa musculature qui engendre sa puissance en course, un facteur renforcé par son équilibre balle au pied. Ces ingrédients permettent au joueur de réaliser de longues courses balle au pied en partant parfois du milieu de terrain. Lors de ces raids solitaires, il garde le ballon hors de portée de ses concurrents et ses déplacements déséquilibrent les défenseurs adverses, . Face à Ronaldo, de nombreuses équipes pratiquent un marquage serré sur l'attaquant brésilien.
La masse musculaire du joueur représente cependant aussi un inconvénient. Comme le souligne son physiothérapeute personnel, Ronaldo a un corps fragile qui « nécessite beaucoup de soins ». Sans exercices physiques quotidiens, il perd de sa masse musculaire et prend très vite du poids. C'est au PSV Eindhoven à la fin de l'année 1995 qu'il ressent de premières douleurs aux genoux . Plus tard, à trois reprises — en novembre 1999, avril 2000 et février 2008 — il est victime de graves blessures aux tendons rotuliens des genoux. Les deux premières l'écartent presque deux ans des terrains de football. Elles font souvent douter les observateurs quant à un éventuel retour du joueur à son meilleur niveau . Mais à chaque fois, le joueur parvient à rejouer au haut niveau. Toutefois, ces blessures influencent son style alors moins spectaculaire mais tout aussi efficace. Perdant en rapidité, touchant moins de ballons, il devient davantage finisseur dans les surfaces de réparation. Toutefois, ses rétablissements intriguent certains observateurs qui émettent l'hypothèse du dopage, toujours réfutée par son entourage , .
Ronaldo est réputé être un footballeur solide mentalement. Durant ses jeunes années, certains pointent toutefois des faiblesses liées aux pressions médiatiques comme son compatriote Roberto Carlos au sortir de la Coupe du monde 1998 perdue par le Brésil en finale et de l'affaire du malaise . Sur le terrain en revanche, son intelligence et sa vision du jeu sont très tôt saluées .

## Revenus et influence socio-économique

### Revenus
| Année | Montant |
| 1999  | 8,4     |
| 2000  | 8,4     |
| 2001  | 7,9     |
| 2002  | 9,2     |
| 2003  | 11,7    |
| 2004  | 16,5    |
| 2005  | 19,6    |
| 2006  | 17,4    |
| 2007  | 15,2    |
| 2008  | 13,4    |

La valeur marchande de Ronaldo est élevée tout au long de sa carrière. Dès ses premiers matchs en cadet avec São Cristovão, plusieurs observateurs se disputent ainsi les droits de transfert du joueur, finalement remportés en 1992 par Alexandre Martins et Reinaldo Pitta, promus agents du joueur durant 10 ans pour 7 500 dollars et dont les bénéfices seront importants lors de ses futurs transferts ,. À ses débuts dans le monde professionnel, le Brésilien touche environ 400 euros par mois. En 1999, il est, de loin, le footballeur le mieux payé de la planète. Ses revenus annuels sont alors estimés à 8,5 millions d'euros, dont 300 000 de salaire mensuel net et 150 000 de primes.
Mais ce sont ses contrats publicitaires qui lui rapportent le plus. Il est ainsi sponsorisé par l'équipementier américain Nike qui lui verse au moins 1,5 million de dollars par an pour faire la promotion de la marque à la virgule . C'est en juillet 1996 qu'est entérinée cette association, laquelle est étroitement liée au nouveau partenariat entre la marque et la Fédération du Brésil de football . Les sommes en jeu évoquées alors sont les plus importantes jamais négociées dans le cadre d'un sponsoring sportif . Pour l'enseigne américaine, l'enjeu commercial est considérable. Tête d'affiche de la campagne publicitaire du Mondial 1998, le choix de Ronaldo correspond aux cibles de la marque, une clientèle jeune, urbaine et masculine. Comme le basketteur Michael Jordan en fin de carrière à l'époque, les produits dérivés estampillés Ronaldo ont leur propre griffe : « R9 »  (l'initiale de Ronaldo plus son numéro de maillot). Les liens entre Ronaldo et Nike sont souvent nature à critiques comme lors de l'épisode du malaise de la finale de la Coupe du monde 1998 : malgré cet incident, Ronaldo joue la finale, visiblement diminué, ce qui alimente les soupçons d'ingérence de la marque dans cette affaire afin d'aligner à tout prix le joueur lors du match< . Par ailleurs, le restaurant que le joueur ouvre à Rio de Janeiro en 1998 est appelé « R9 » .
Il est à ce moment-là aussi sous contrat avec le manufacturier de pneumatiques Pirelli qui lui verse 175 000 euros par an. Il est également engagé avec la Parmalat et les brasseries brésiliennes Brahma. L'attaquant perçoit en plus quelques cachets lors des multiples sorties médiatiques auxquelles il est convié. En 2003, il signe un contrat publicitaire avec Carrefour d'un montant approchant les 2 millions d'euros. Le bookmaker Betfair l'imagine en 2023 comme joueur de l'Argentine dans une campagne publicitaire. 
Pour venir au Milan AC, Ronaldo consent une baisse du salaire qu'il perçoit au Real Madrid. Il gagne avec le club lombard la somme annuelle de 4,2 millions d'euros. Avec ce revenu, le Brésilien n'est pas le joueur le mieux payé de l'équipe puisqu'il est devancé par Alessandro Nesta, Filippo Inzaghi ou encore Kaká. Cette baisse est en revanche compensée par le fait qu'il bénéficie de l'intégralité de ses rentrées publicitaires. Et celles-ci lui ont rapporté 9,5 millions d'euros en 2006. S'il a perdu quelques sponsors liés au Real Madrid comme Siemens et Audi, l'avenir du joueur est assuré avec une fortune personnelle estimée à 160 millions d'euros. Ses partenaires de toujours que sont Nike, Pirelli et les brasseries Ambev ne l'ont pas quitté. Il est également lié aux sociétés Guarana Antarctica, TIM et Santander Banespa.
Les revenus de Ronaldo aux Corinthians sont considérablement inférieurs à ceux perçus en Europe. À la suite d'un accord trouvé avec le président du club Andres Sanchez, il touche l'équivalent des plus gros salaires de l'équipe, soit environ 50 000 euros par mois. Toutefois, ses contrats publicitaires augmentent nettement cette somme puisqu'il touche 30 % des 6 millions d'euros gagnés par le club pour le contrat de sponsoring maillot — que sa venue a beaucoup influencé. Au Brésil, il gagne plus de mille fois le salaire minimum du pays.

### Influence socio-économique
Dès ses premiers matchs avec le FC Barcelone, une « ronaldomania » se constitue,. Elle se manifeste rapidement par des affluences accrues dans les stades, une rupture de stock des maillots du joueur ou encore l'écoulement de produits dérivés le figurant . De même, chacune de ses apparitions en public est attendue comme le sont les entraînements du Barça où s'amassent parfois plusieurs milliers de spectateurs, une affluence record qui stupéfait l'entraîneur de l'époque Bobby Robson. Ce sont surtout les enfants qui parviennent le mieux à approcher le joueur, qui va jusqu'à échanger parfois quelques ballons avec eux. Tout au long de sa carrière, Ronaldo se distingue physiquement par de multiples changements de coiffure. Celle qu'il arbore lors du Mondial 2002 connaît un vif succès au Brésil où les coiffeurs reçoivent de nombreuses demandes de « coupes à la Ronaldo »,. Ses performances sur le terrain sont extraordinairement relayées comme un but remarqué inscrit contre Compostelle, rediffusé près de cent quatre-vingt fois à la télévision ibérique le lendemain
Son passage à l'Inter Milan suscite un enthousiasme similaire auprès des supporters. Par exemple, 12 000 abonnements supplémentaires sont enregistrés au début de sa première saison à Milan : de 35 000, le nombre d'abonnés passe à plus de 47 000 à l'été 1997. Au sein du club interiste, on est conscient de la publicité représentée par le Brésilien.
Orchestrée par le président Florentino Pérez, la venue de Ronaldo au Real Madrid répond à une politique centrée sur l'achat et l'exploitation de joueurs vedettes, à la valeur médiatico-économique incontestable. Le président madrilène compte vendre un grand nombre de maillots au nom de Ronaldo, et mise sur sa présence pour accroître la valeur des droits des sponsors et des télévisions. Le Real peut encore compter sur une partie des droits d'images de la star brésilienne, car les joueurs qui rejoignent l'équipe sont tenus de céder 50 à 80 % de leurs droits.
Son retour dans le championnat brésilien avec les Corinthians génère les mêmes effets dont une augmentation de la vente de maillots du club floqués de ses nom et numéro. Après la conférence de presse officialisant sa signature, Ronaldo est emmené jusqu'au stade du club où il est accueilli par des milliers de supporteurs. De même, son premier entraînement public dans le stade de Présidente Prudente attire plus de 6 000 spectateurs. Sa présence sur le terrain du Stade Pacaembu pour son premier match disputé à domicile accélère les ventes de billets. Plusieurs jours avant la rencontre, la grande majorité des billets est vendue en seulement quelques heures, alors que la présence de Ronaldo n'est même pas certaine. Les demandes d'entretiens des chaînes de télévision s'accumulent. L'engouement est tel que même le président Lula, supporter inconditionnel des Corinthians, se réjouit du retour en forme du joueur, et exprime son souhait de le voir à nouveau sélectionné en équipe du Brésil. Le président du club rentabilise l'investissement et signe le plus gros contrat de sponsoring maillot du pays. Moins d'une semaine après l'annonce de sa retraite sportive, Ronaldo décide de créer une agence spécialisée en conseils et en gestion des affaires sportives en collaboration avec notamment son agent.